# Église Saint-Pierre de Saint-Julien-du-Sault
Pour les articles homonymes, voir Église Saint-Pierre.
L'église Saint-Pierre de Saint-Julien-du-Sault est une ancienne collégiale située à Saint-Julien-du-Sault (Yonne), en France. Elle dépend pour le culte de la paroisse Sainte-Alpais de l'archidiocèse de Sens-Auxerre.

## Localisation
L'église est située dans le département français de l'Yonne, dans la commune de Saint-Julien-du-Sault.

## Historique

Plan type d'une église en forme de croix latine

- La collégiale Saint-Pierre est inscrite en 1840 à la première liste des monuments historiques puis classée au titre des monuments historiques en 1840[1].

L'église Saint-Pierre, où sont mélangés les styles du XIIIe siècle et de la Renaissance, possède trois nefs de style ogival, formant croix latine avec collatéraux prolongés autour du chœur.
- Longueur du vaisseau dans œuvre : 54,60 m ;
- Largeur aux nefs : 19,85 m ;
- Largeur au maître-autel : 19,75 m ;
- Hauteur de la voûte à la nef : 19,05 m ;
- Hauteur au maître-autel : 21,45 m.

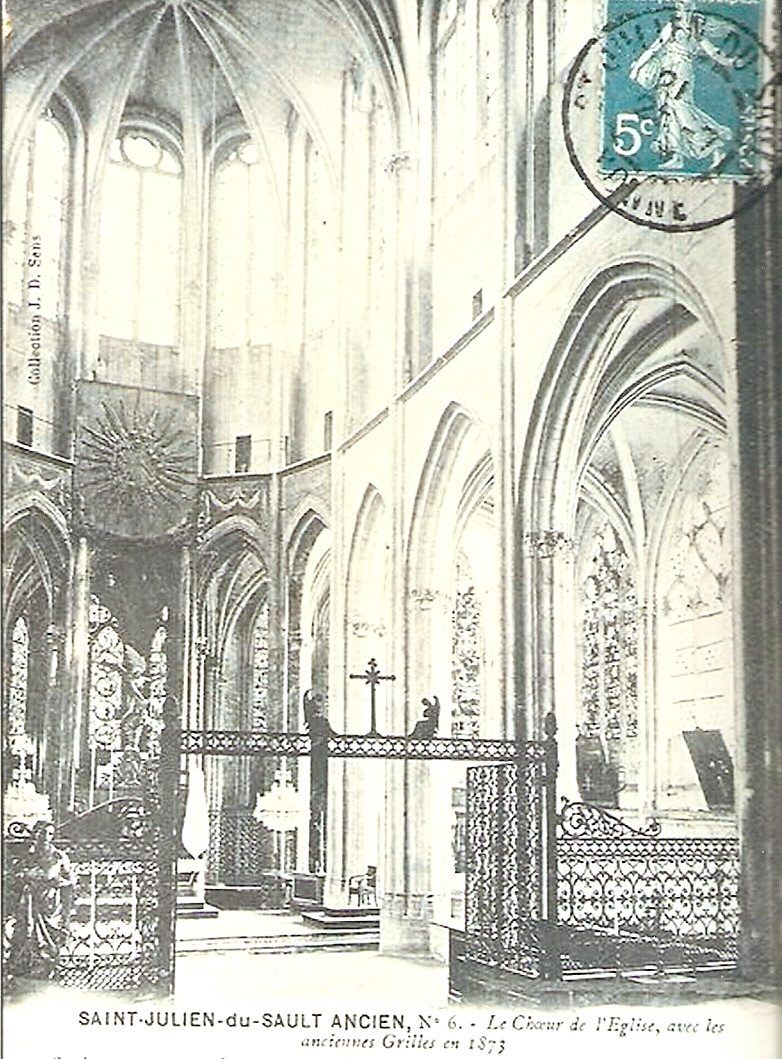
Le chœur de l'église et les anciennes grilles

L'église Saint-Pierre est décrite par Jules Verne comme « une remarquable église gothique » « ornée de belles verrières et classée parmi les monuments historiques ».
En 1055, la baronnie de Saint-Julien-du-Sault est rattachée à l'archevêché de Sens qui fait ériger le château de Vauguillain et sa chapelle entre 1168 et 1171. L'église a été érigée par l’archevêque de Sens Henri Ier Sanglier, dont la présence est attestée à Saint-Julien-du-Sault en 1136, entre 1122 et 1142 . Puis les travaux furent poursuivis par Guillaume de Champagne archevêque de Sens et Guy de Noyers, qui en fit une collégiale en 1171 avec un chapitre de dix chanoines.  Les travaux se sont poursuivis au XIIIe siècle  (l'année 1205 est gravée au ciseau dans la clé d'une basse voûte) dont les plans approuvés par  se rapprochaient en réduction de ceux de la cathédrale de Sens. Elle fut incendiée pendant la guerre de Cent Ans, (1337-1453).
La restauration de cet édifice commença avec l'archevêque de Sens, Tristan de Salazar (1475 - 1519), avec l'édification du clocher, puis se poursuivit sous le règne de François Ier et la Renaissance avec l'archevêque de Sens, le cardinal 
Louis de Bourbon-Vendôme (1536-1557), qui fit élever le chœur et amorcer le transept. La date (1566) et le nom Tristan Godon inscrit sous le jambage d'une fenêtre pourrait être celui de l'architecte.

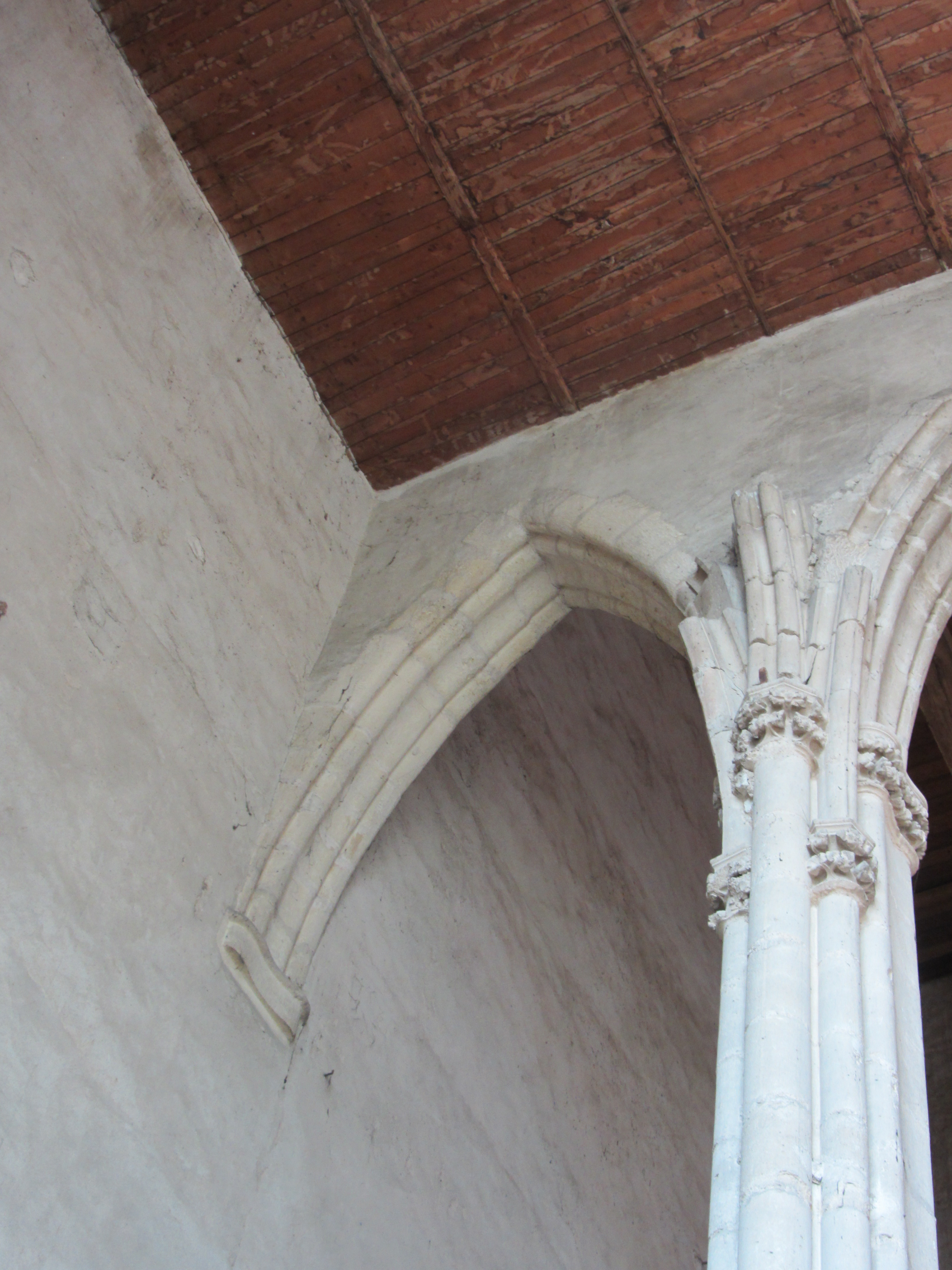
L'arcade qui n'aboutit pas montre l'inachèvement de la nef.

À la mort du cardinal, de nombreux travaux furent interrompus et le chœur resta dans l'état où on le voit aujourd'hui.
Le clocher de plan carré (travée nord), et sans caractère de 53 mètres, date du XVIe siècle. Il devait être remplacé par une tour qui devait être placée de l'autre côté du portail (travée sud).
La grande arcade de la première travée du bas-côté sud n'aboutit pas. La nef est plus courte que prévu.
Il est à noter que le chœur était réservé aux chanoines et que c'était la nef qui servait d'église paroissiale. La construction et l'entretien de la nef étaient à la charge des paroissiens, puis le fut de la fabrique puis depuis 1905 de la commune. Le chapitre des chanoines fut supprimé en 1773, et l'église devint église paroissiale dans sa totalité. L'église est dévastée sous la Terreur et transformée en temple de la Raison de mars 1794 à mai 1800.

### Travaux
Par la suite, afin de sauvegarder, de modifier ou d'embellir l'édifice, on fit d'autres travaux : 
- En 1778, il fallut retirer du chapeau de cardinal les fleurs de lys en plomb de 40 cm de hauteur qui surmontaient le  toit car leur poids menaçait la charpente.
- Le 1er avril 1782, le sieur Collet, marguillier chargé de l'entretien de l'église, obtient du conseil de paroisse, composé notamment de messieurs Genty et Soret premier et second échevin et monsieur Bordat substitut du procureur, l'autorisation de faire repeindre en faux marbre les quatre piliers derrière l'autel, pour mettre en valeur la gloire en bois doré, au-dessus de l'ange doré, achetée par le curé Poncy pour orner le nouvel autel en bois doré installé vers 1780[7].
- le 25 avril 1784, l'assemblée paroissiale décide : de faire réparer les vitraux endommagés par les orages, de faire réparer les murs du cimetière hormis le mur d'enceinte, de changer le circuit de la procession de Saint Marc car le passage du ru d'Oc est difficile au moulin d'en bas.
- Le 27 juillet 1789, les officiers municipaux demandent un corps de garde pour la ville. Il sera construit entre les deux contreforts gauche de la façade de l'église aux frais de la fabrique qui pourra le louer lorsqu'il ne sera pas occupé par la milice bourgeoise[7].
- À la fin du XVIIIe siècle, lors de nouveaux remaniements, les stèles des chanoines et les grilles qui séparaient le chœur de la nef ont été retirées[8]
- En 1809, sous le règne de Napoléon, le Sénat autorise (article 114) exceptionnellement, sur une période de deux ans, la commune de Saint-Julien à imposer ses contribuables pour une somme globale de 5 511 francs destinée à l'entretien de l'église[9].
- En 1814, la municipalité construit une cabine dans l'église pour y installer une pompe à incendie. Tous les premiers dimanches du mois, les pompiers sortent la pompe pour faire un exercice. Ce n'est qu'en 1827 qu'à force de protestations la paroisse obtient qu'une ouverture extérieure soit faite pour éviter les passages bruyants dans les lieux saints[10].
- En 1826, la toiture au-dessus de la grande nef fut refaite, et le clocheton du chapitre que l'on peut apercevoir sur une gravure de 1790 fut démoli. La clochette Antoinette intégra le clocher[11].
- Pendant sa charge de la paroisse, l'abbé Girard fit faire plusieurs travaux : En 1836, il fit ajouter des appuis-mains à la passerelle qui va de la tour du petit clocher aux combles de l'église. Il les fit remplacer, en 1850, par les rampes en fer que l'on voit aujourd'hui.

Afin de conserver pour « les années à venir » les « inscriptions révolutionnaires », comme celle de « Société populaire » aux frontispices des portails latéraux, il les fait recouvrir « d'une couche de couleur à la colle ».
Il fait refaire la partie de la toiture qui recouvre le chœur et dans les niches fait placer les statues de saint Blaise et saint Sébastien qui proviennent de l'église ainsi que sainte Apolline et d'autres statues qui viennent de l'église Saint-Thibault de Joigny. Il fit graver dans une niche la date de 1836 ainsi que le nom de Fouret.
- En 1888, la préfecture demande au curé de choisir un emplacement dans l'église pour la sacristie. L'ancienne sacristie accolée au chevet est démolie le 27 avril 1888 et la nouvelle sacristie est installée dans la chambre basse du clocher.
- En 1898, l'autel Saint-Joseph est élevé dans la nef latérale droite. Les murs près de l'autel qui étaient ornés d'une fresque ont été enduits de plâtre puis recouverts d'ex-votos. Considérant que l'autel réduisait le passage, le préfet en demande et obtient le retrait. Les fresques, fortement dégradées, seront remises au jour lors de la réfection de la nef[14].
- En 2009, de nouveaux travaux sont engagés : réfection de la charpente et de la couverture, du chœur et du déambulatoire, etc., d'un coût de 1 853 097 euros et financés par la Direction générale des Affaires culturelles à 40 %[15], le conseil général à 40 % et la commune[16]. La restauration de l'orgue a coûté 382 000 euros.

### Cérémonies
- Sous Louis XV, des manifestations militaires et religieuses ont lieu dans la collégiale afin de fêter les victoires de la Bataille de Guastalla et de la Bataille de San Pietro. Le 1er régiment de dragons et leurs officiers qui séjournent à Saint-Julien assistent au Te Deum.

Parmi les officiers de Saint-Julien qui se sont fait enterrer dans l’église, on peut citer : Jehan de La Brosse, sieur de Murat, maréchal des logis aux Chevau-légers de la garde de Sa Majesté et inhumé en 1703 devant le crucifix; Gédéon Palleau, sieur du Plessy, major au régiment d'Orléans et inhumé en 1703 devant l’autel du Rosaire; Robert Allen, lieutenant de dragons et inhumé en 1722 devant l'autel du Saint-Esprit et enfin Simon Cormon, inhumé dans la collégiale en 1732.
- Le 26 juillet 1789, pour la levée d'une milice bourgeoise pour la Garde nationale de Saint-Julien-du-Sault, on célèbre la messe du Saint-Esprit [17].
- Le Te Deum est à nouveau chanté le 11 frimaire An XIII (2 décembre 1804) pour célébrer le sacre de Napoléon Ier.
- En 1811, à Saint-Julien comme dans toute la France, on s'associe au baptême du Roi de Rome (Napoléon II) en baptisant dans l'église Saint-Pierre Irénée, fille de Jean Charpentier et Colombe Biard.
- En 1918, au cours des grands messes pendant que la titulaire l'orgue de chœur jouait, un élève aspirant cantonné à Saint-Julien « essayait de lui répondre au grand orgue »[18].
- Le 22 octobre 2011, l'orgue Renaissance est béni par l'archevêque de Sens-Auxerre, Monseigneur Yves Patenôtre, en présence de la député Marie-Louise Fort[19].

## L'extérieur
Pendant sa charge entre 1826 et 1857 (l'année 1839 est gravée dans une niche), l'abbé Girard fit placer dans les niches au-dessus des corniches les statues de saint Blaise et de saint Sébastien qui étaient dans l'église et sept autres statues qui provenaient de l'église Saint-Thibault de Joigny dont celle de sainte Apolline qui se trouve plein ouest.

## L'intérieur

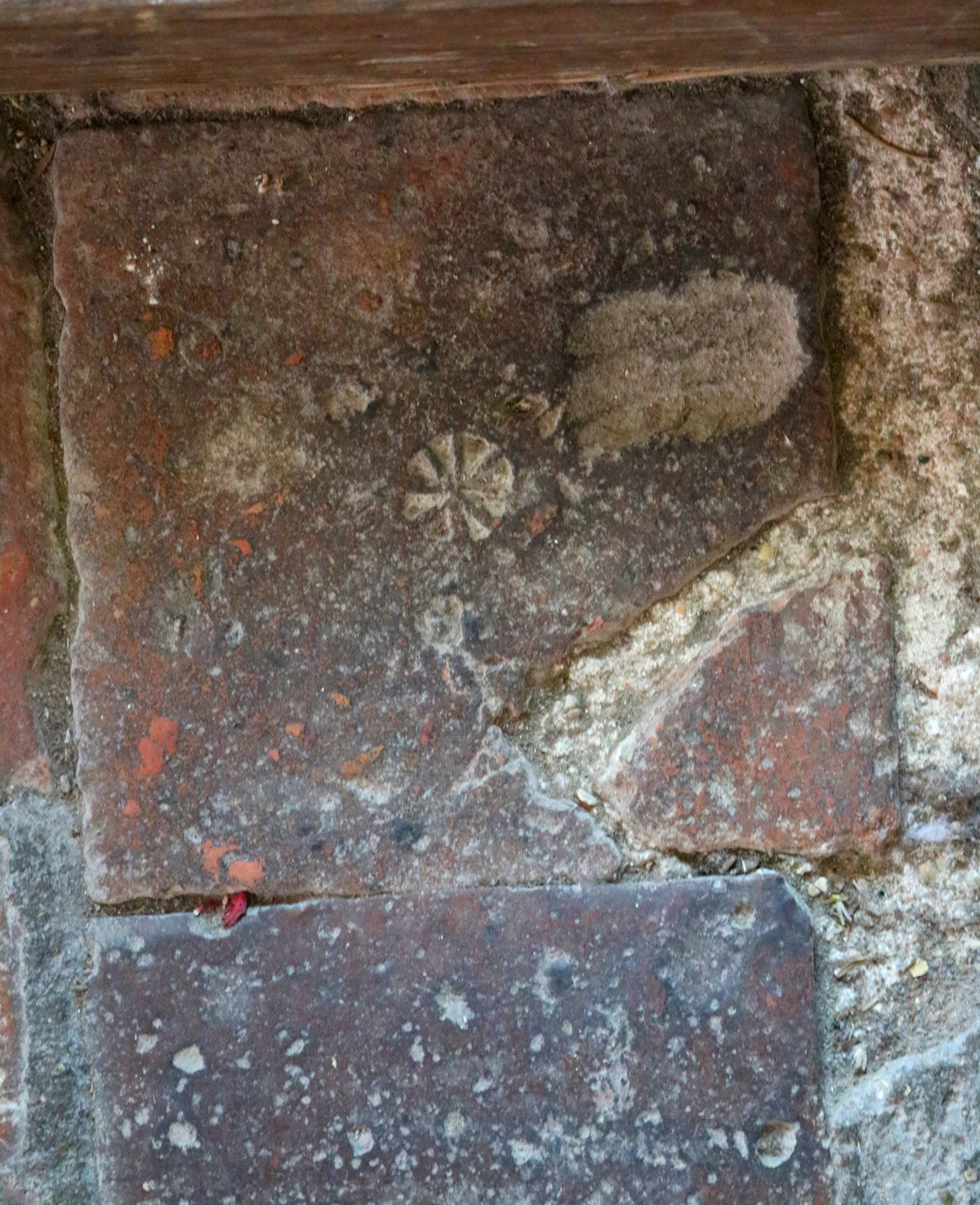

Le chœur a été commencé au XIIIe siècle, les chapiteaux du XVIe siècle sont décorés de guirlandes et d'anges.
Comme souvent dans la région au XIIIe siècle, des galeries devaient permettre de circuler au niveau des fenêtres hautes et l'on voit encore les traces de ce chemin de ronde supérieur.
La gloire au-dessus de l'autel, marquée du tétragramme hébreu YHWH, qui autrefois surmontait l'ange doré dans le chœur, a été transférée au-dessus des fonts baptismaux par les Beaux-Arts vers 1900.
Le déambulatoire comprend six travées droites et cinq à l'abside, en voûte d'ogive, complétées par cinq chapelles.
Le sanctuaire de l'église était en carreaux octogonaux de terre cuite non émaillée. Les côtés étaient fermés par des carreaux identiques mais carrés.
En 2017, il a été découvert du carrelage dont le poinçon, une  fleur à huit pétales, est identique à celui retrouvé dans la Seine en 1851 à la hauteur de l’ancien Châtelet et conservé à la Cité de la Céramique à Sèvres et de carreaux datée de  1681, trouvés lors de restaurations dans le pavillon  du  Roi de Versailles.

### Les chapelles et confréries
Dès les origines, l'église Saint-Pierre comprenait sept chapelles  : la chapelle Saint-Georges-et-Saint-Maur fondée en 1345 par Jean Boudard, Saint-Nicolas, Saint-Blaise, Saint-Jean-Baptiste, Saint-Michel, du Saint-Esprit, et enfin Notre-Dame-des-Anges.
Le 28 novembre 1706, l’archevêque de Sens, Monseigneur Hardouin Fortin de La Hoguette, supprime deux prébendes et six chapelles de l'église Saint-Pierre et annexe leurs revenus à la mense capitulaire qui elle-même sera supprimée en 1773.
En 1851, il est fait état de cinq chapelles : 
- La chapelle de la décollation de Saint-Jean (ancienne chapelle Sainte-Anne),
- La chapelle de Saint-Jean-Baptiste ou des fonts baptismaux,
- La chapelle du Rosaire ou de la Vierge. En 1825, la confrérie de la Sainte-Vierge a fait lambrisser la chapelle[7].
- La chapelle Notre-Dame-de-la-Pitié qui donne son nom à l'allée, ancienne chapelle Notre-Dame-des-Anges ou du Sacré-Cœur. Chapelle de la famille Foacier.

En 1843, la reine Marie-Amélie, épouse de Louis-Philippe affectée par la mort de son fils aîné, fait don des groupes sculptés de Notre Dame de la Miséricorde aux églises qui en faisaient la demande en établissant une confrérie du même nom. L'abbé Girard enleva le tableau de Notre-Dame des Anges pour le placer au fond de l'église et mettre le groupe dans la chapelle en la changeant de nom.
En 1845, la confrérie y ajoute une statue et fait peindre les voûtes de la chapelle de figures d'anges distribuant des rosaires. Le tableau du rosaire est déplacé au-dessus de la grande porte d'entrée de l'église.
- La chapelle Notre-Dame-des-Anges, ancienne chapelle Notre-Dame-de-la-Pitié.

### Tableaux
L'église possède plusieurs tableaux intéressants : Notre-Dame du Rosaire (XVIIe siècle) où l'on remarque Louis XIII et Anne d'Autriche ; Saint Hubert (fin XVIe siècle) représenté sous les traits d'Henri IV (dans la chapelle absidiale de gauche) ; Hérodiade recevant la tête de saint Jean-Baptiste (fin XVIIIe siècle, déambulatoire gauche) ; Assomption de la Bienheureuse Vierge Marie (XVIIIe siècle, déambulatoire gauche).

### Les vitraux
- La collégiale est décorée de vitraux du XIIIe et du XVIe siècle qui pour certains sont de véritables récits de la vie des saints qui sont représentés.

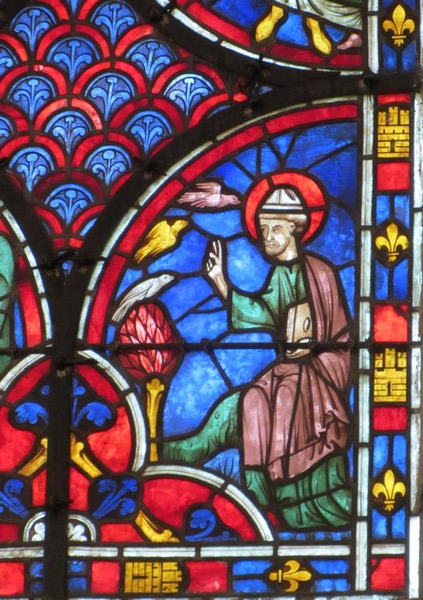
Saint Blaise parle aux oiseaux

On trouve sur différents vitraux la trace de l’intérêt de saint Louis pour la collégiale Saint-Pierre. Sur le vitrail de la vie de saint Jean-Baptiste, on peut le voir sur un médaillon en compagnie de son frère Robert d'Artois.
Sur le vitrail de la vie de saint Blaise, les bordures sont des fleurs de lys (or sur fond bleu pour le roi saint Louis IX) qui alternent avec les tours de Castille (or sur fond rouge, pour sa mère Blanche de Castille).
La fleur de lys et la tour caractérisent également les vitraux commandés par saint Louis pour la Sainte-Chapelle et le Maître d'Isaïe a travaillé à Paris avec le Maître de la Passion puis est venu à Saint-Julien-du-Sault avec le plan des panneaux et le modèle des personnages.
Le 25 avril 1784, les vitraux sont endommagés par des orages et l'assemblée paroissiale décide de les faire réparer.
En 1802, le conseil municipal constate qu'il faut réparer les vitraux, mais il faut une autorisation spéciale et les habitants sont incapables de fournir la dépense. On sursoit donc aux travaux dans l'attente de l'autorisation.
À son tour, lors d'un conseil de fabrique de 1844, l'abbé Girard alerte l'opinion publique et demande en 1846 des mesures conservatoires.
Il obtient un crédit insuffisant de 2 500 francs et invite Viollet-le-Duc à faire le nécessaire. Dans un premier temps, c'est Prosper Mérimée  qui choisit quatre vitraux à réparer au plus pressé. Enfin en 1881, un crédit de 25 000 francs est accordé pour l'ensemble. Quatre des huit vitraux du XIIIe siècle sont du Maître d'Isaïe qui a participé à la réalisation des vitraux de la Sainte-Chapelle.

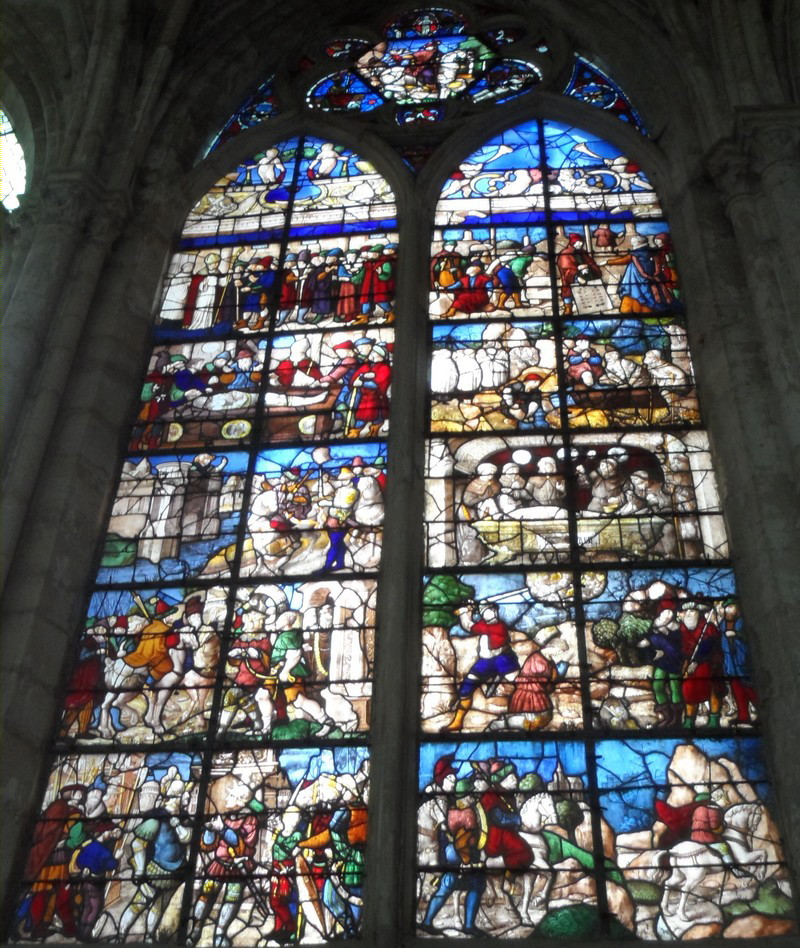
La légende de saint Julien.

Quatre vitraux du XIIIe siècle ont été restaurés en 1849 et 1850 par les frères Veyssières à Seignelay, et les autres restaurés à Paris de 1881 à 1887 dans l'atelier de Charles Leprévost qui a réalisé des photographies avant et après restauration.
En partant de la porte latérale droite jusqu'à la porte latérale gauche, on peut observer : côté sud  
1. Fragment d'un arbre de Jessé (début XVI e) avec Joram (en bas à gauche) et Echiesas (à droite). Un des panneaux a été restitué en 1953 par les Beaux Arts qui en avaient la possession à la suite d'une requête de monsieur Puisoye [28]
2. Le vitrail dit de Salazar (1500 - 1530) car il comporte en haut à droite le blason de l’archevêque de Sens.
3. Saint Fiacre et Sainte Syre (début XVIe), le martyre de Sainte Barbe (début XVIe), Sainte Cécile et son orgue (XIX e).
4. Mort et couronnement de la Vierge Marie. Verrière restaurée en 1887 à partir de fragments du XIIIe siècle.
5. L'enfance de Notre Seigneur Jésus-Christ, vie de la Vierge Marie, attribué au Maître d'Isaïe.
6. La légende de Théophile. C'est mise en images la pièce de théâtre écrite à la même époque par Rutebeuf, Le Miracle de Théophile.
7. L'histoire de saint Nicolas. Dans le bas du vitrail, on peut voir la représentation de la corporation des peaussiers qui a offert le vitrail.
8. puis côté nord : La Passion de Notre Seigneur Jésus-Christ, la Passion et la Résurrection (au centre de la chapelle de la Vierge, dans l'axe de l'église), attribué au Maître d'Isaïe.
9. Le martyre de saint Blaise et, à côté, le martyre de saint Pierre et le martyre de saint Paul, attribué au Maître d'Isaïe.
10. La vie de saint Jean l’Évangéliste
11. La vie de saint Jean-Baptiste, attribué au Maître d'Isaïe. On peut y voir une vignette avec les donateurs saint Louis et Robert Ier d'Artois.
12. L'enfance de Jésus-Christ
13. L'histoire de sainte Marguerite. C'est l'un des vitraux offert par Saint Louis en  hommage à sa femme, Marguerite de Provence.
14. L'histoire de sainte Geneviève
15. L'histoire de saint Julien (1530). Ces vitraux sont attribués à Jean Cousin l'Ancien. De plus, on y trouve les mêmes détails (personnages, bleus, etc.) que les vitraux du Jugement dernier de Villeneuve-sur-Yonne[29]

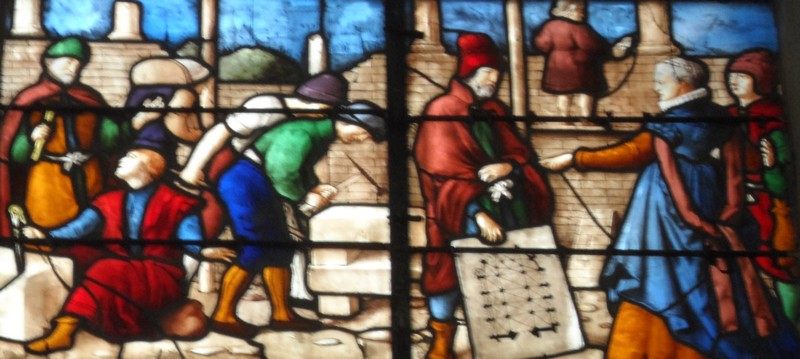
Le plan de l'église d'aujourd'hui dans la légende de saint Julien de Brioude de 1530
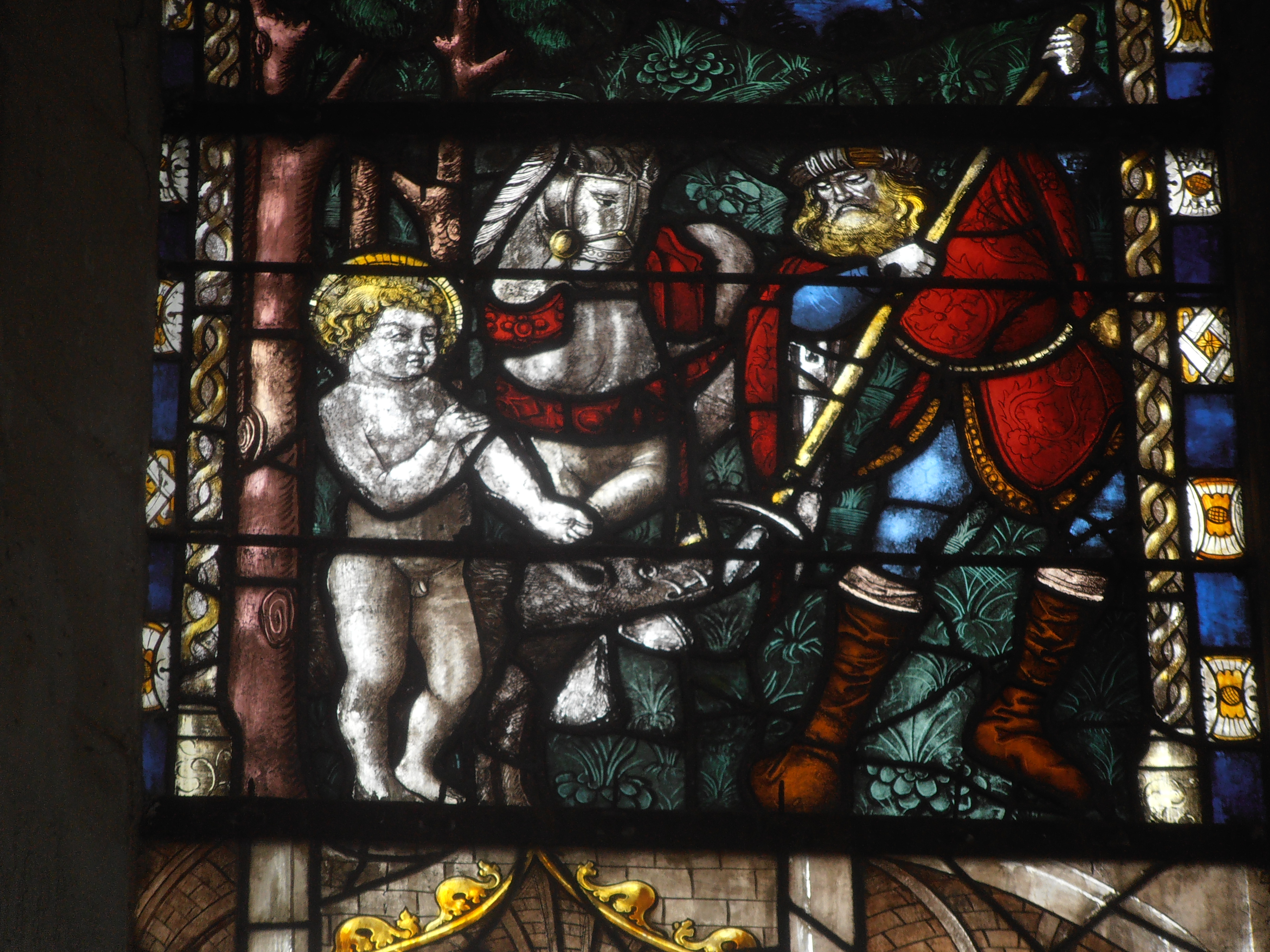
Charlemagne à la chasse au sanglier
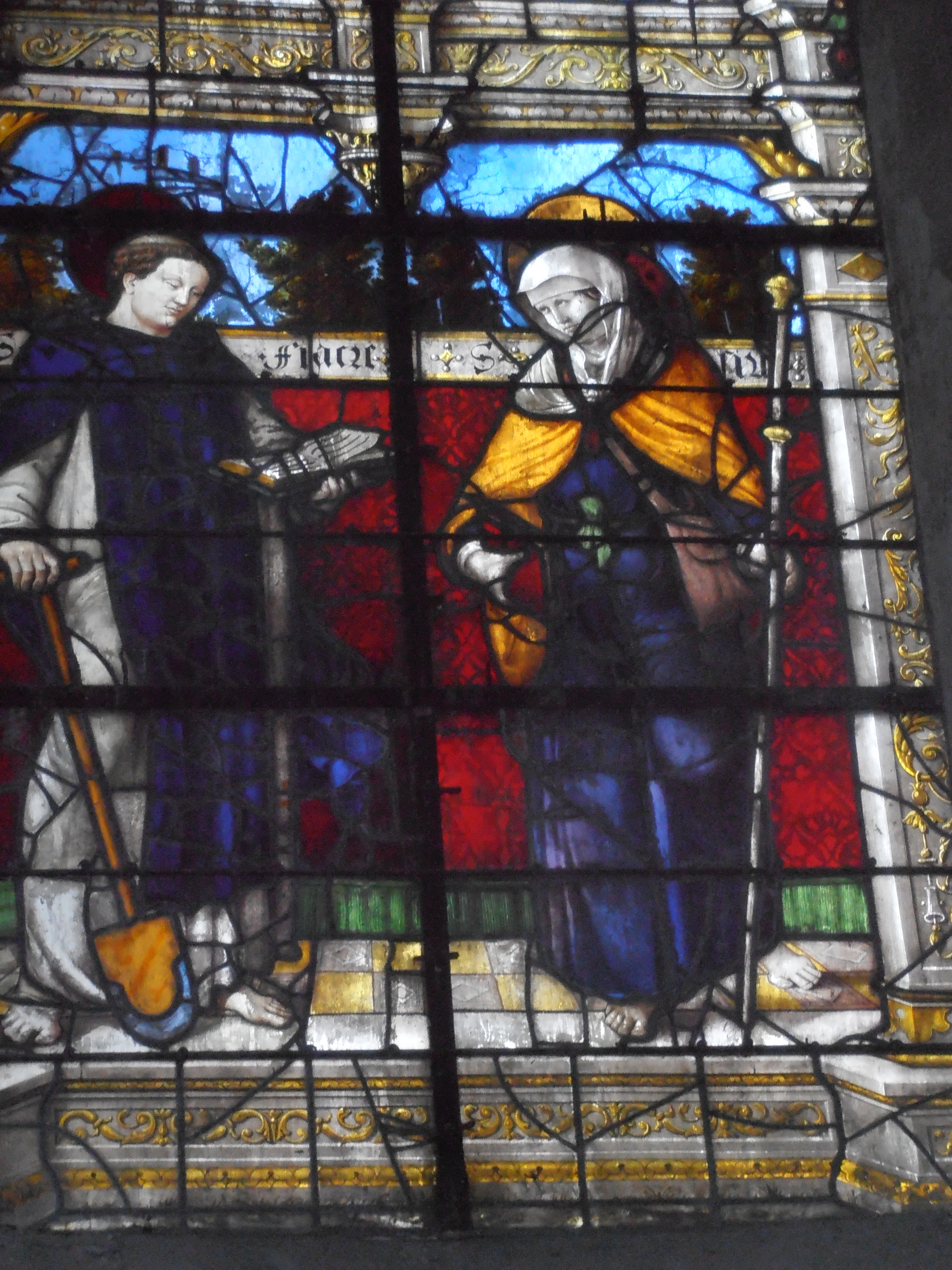
Vitrail de saint Fiacre et de sainte Syre
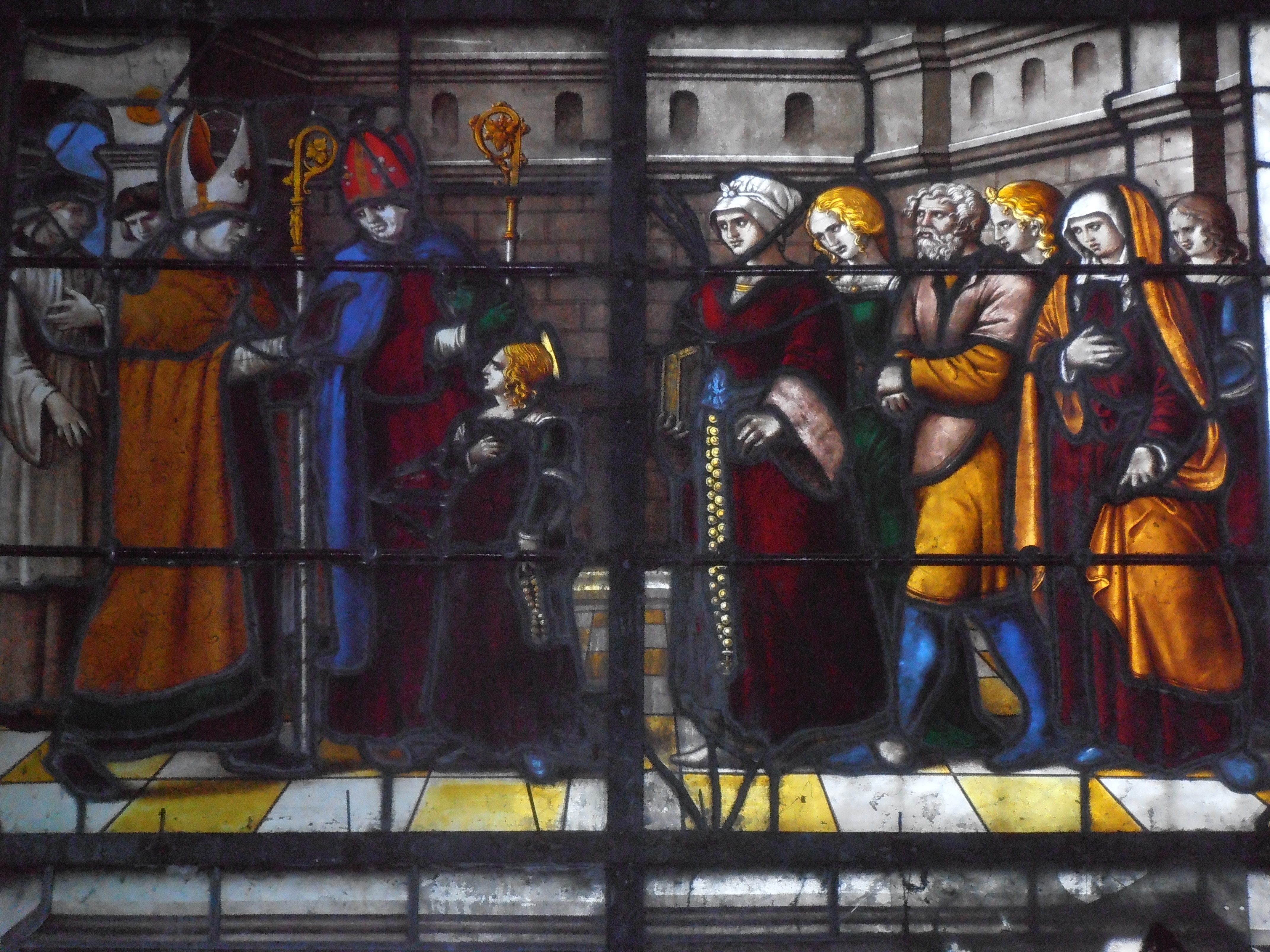
Vitrail de sainte Geneviève
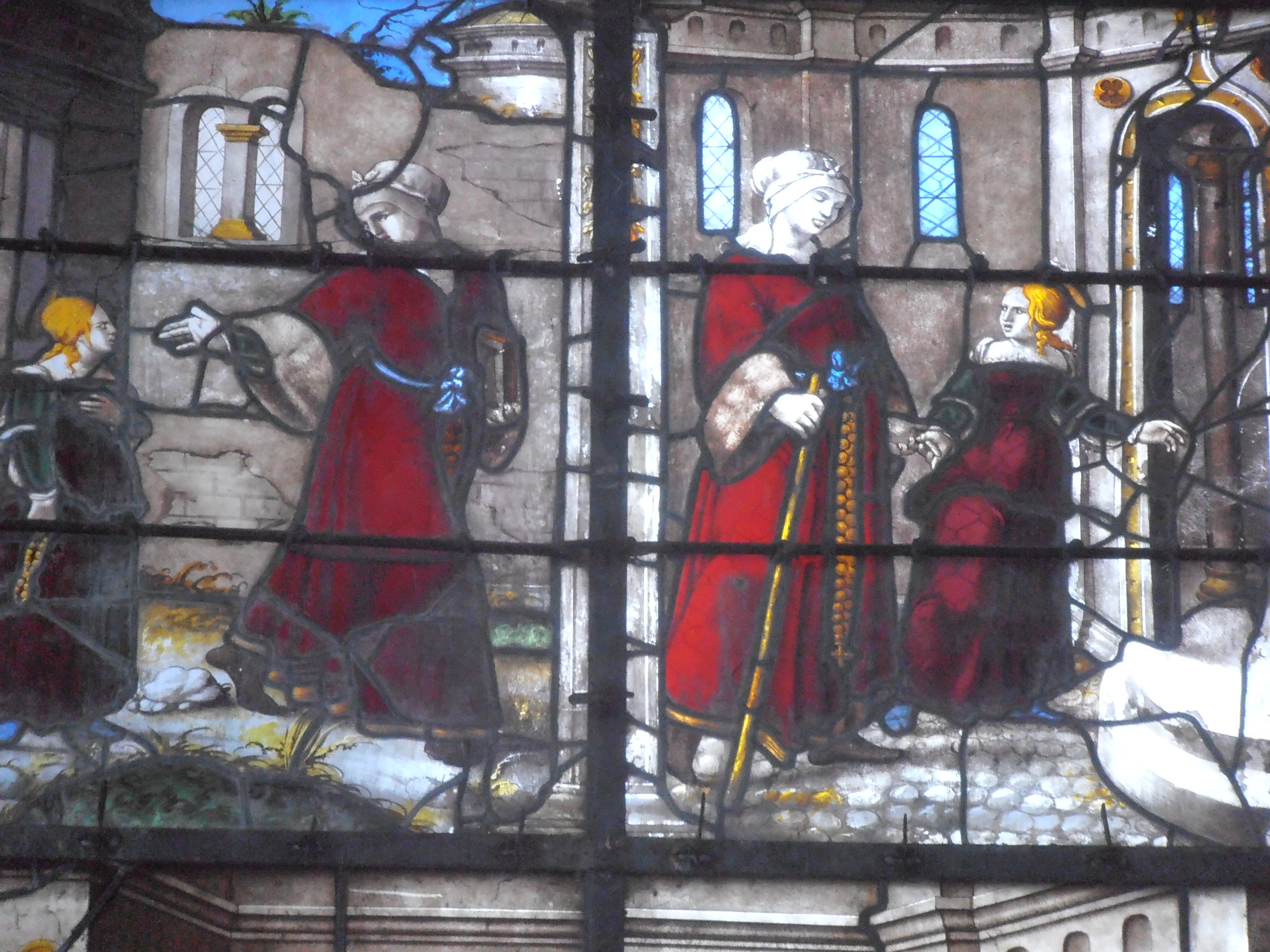
Vitrail de sainte Geneviève. On peut y voir sainte Geneviève bénie par saint Germain d'Auxerre et sainte Geneviève qui conduit sa mère aveugle avec au loin le gibet de Montfaucon.
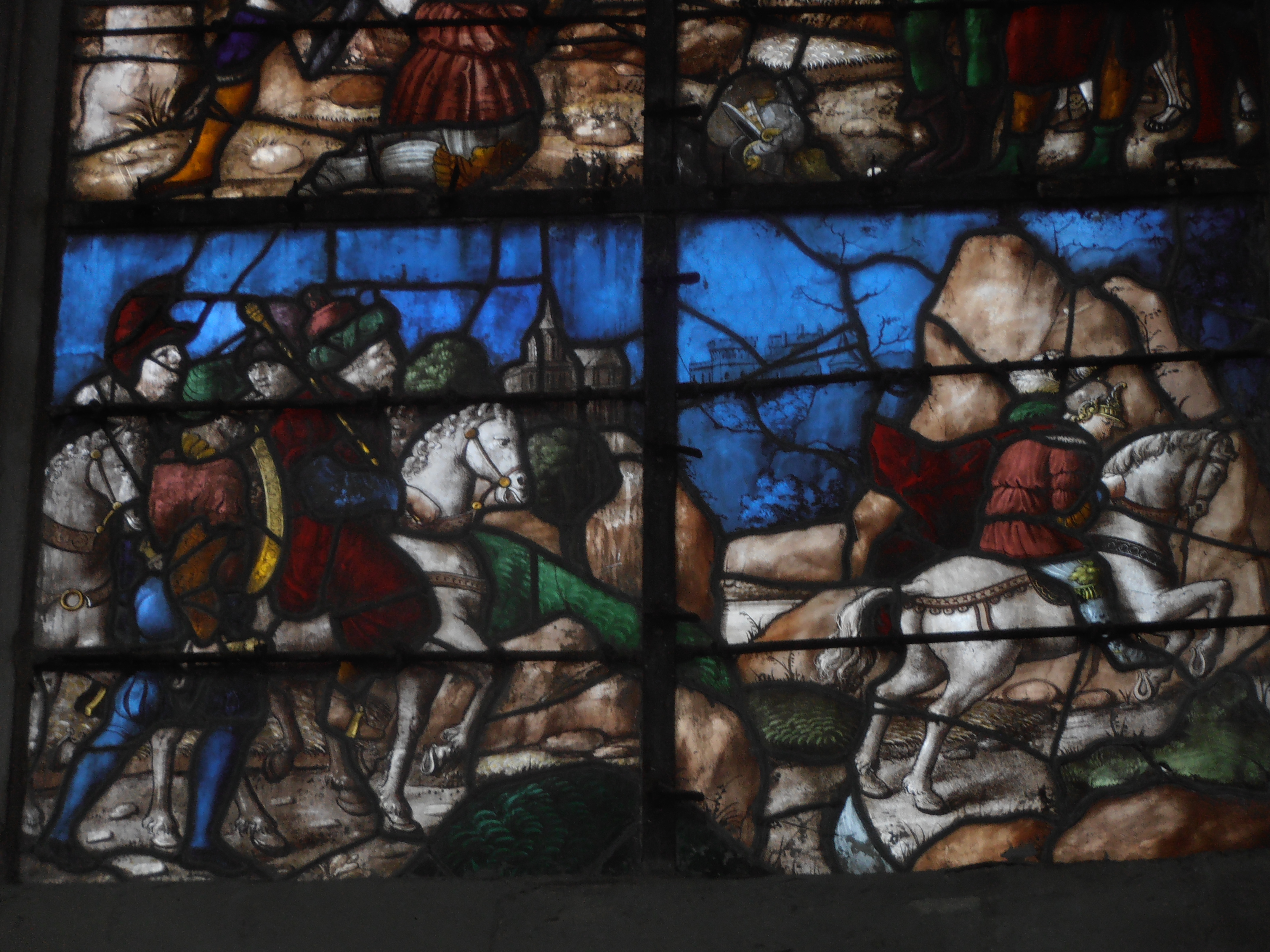
Vitrail de saint Julien. On peut y voir saint Julien qui confesse sa foi devant Galère, saint Julien présenté à saint Ferréol et la bénédiction de la fontaine miraculeuse.
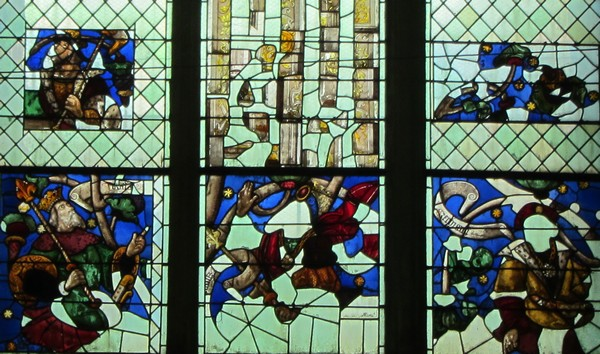
Fragments d'un arbre de Jessé avec Joram (en bas à gauche) et Echiesas (à droite)

### Les orgues

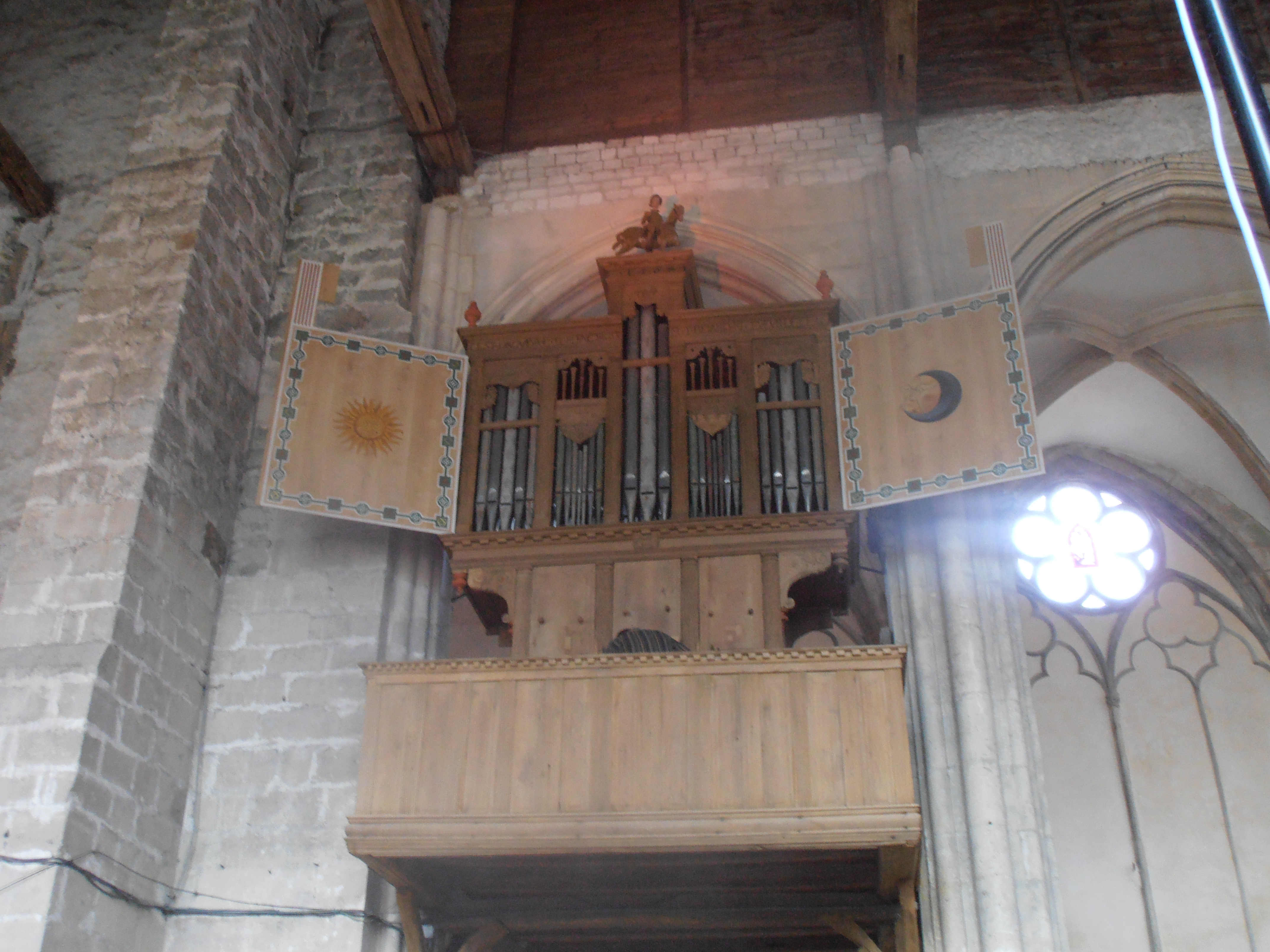
L'orgue gothique

- Le Grand Orgue Renaissance (XVIe siècle): Après des travaux en 1695, 1750 et 1843, le grand orgue, dont la date de construction du buffet (1568) est gravée sur la tourelle centrale, vient d'être à nouveau restauré[30] et remonté en septembre 2011 par le facteur d'orgues Bertrand Cattiaux retenu par la mairie le 14 août 2002.

Sa partie instrumentale est classée au titre objet par les Monuments Historiques depuis le 12 mai 1978.
En juin 1964, l'abbé Lallemand, maître de chapelle à la cathédrale de Sens vient faire un état détaillé de l'orgue. Il trouve les tuyaux de l'orgue tordus ou écrasés disséminés dans l'escalier de la tribune jusqu'en haut du clocher. Il constate que les inscriptions sur le buffet donnent à penser qu'il ne s'agit plus de l'orgue d'origine mais d'un instrument classique, autour de 1700. Il propose dans ses conclusions et conformément aux intentions du curé de Saint-Julien que l'orgue soit restauré.
En juillet 1964, une commission des orgues est formée pour recenser tous les orgues du diocèse de Sens, évaluer leur état, proposer des devis de réparation et demander la classification aux beaux-arts.
La restauration de 1695 est due à Julien Tribuot, facteur d'orgue du roi Louis XV et père de Marcellin Tribuot qui réalisa l'orgue de Villeneuve-le-Roi en 1737. Julien Tribuot démonta tous les jeux et les 12 tuyaux d'orgue, ajouta à l'instrument un jeu de Trompette et un demi-clavier d'écho.
Des travaux d'un montant de 1500 livres devaient être effectués avant la Révolution par le facteur d'orgue Crochu de Chalons-sur-Marne.
L'entreprise Cattiaux a restauré l'orgue comme il était à l'origine. Lors du démontage de l'orgue en 2002, le facteur d'orgue a découvert des parchemins en caractères gothiques, certains ayant des dessins ou des portées musicales, qui assuraient l'étanchéité de certaines pièces de bois. Des motifs polychromes sont apparus sous la couche de peinture métallisée.
La polychromie des tuyaux d'orgues était cachée par la peinture métallisée qui les recouvrait.
Une statue, polychrome en bois, de saint Julien en cavalier est placée sur l'entablement de l'orgue.
Il a reçu la bénédiction de Mgr Patenôtre, le 22 octobre 2010.
Du XIIIe siècle au XVIIIe siècle, l'orgue a été partagé entre le chapitre et la paroisse, chacun ayant son organiste. Pour la paroisse, c'était le recteur du collège qui était aussi musicien qui le tenait et le premier que l'on connaisse est Maitre Louy Deforceville en 1660, le dernier connu avant la réparation de l'orgue était le sabotier Pierre Jousse, mort en 1890.
En 1695, Claude Fagot était à la fois l'organiste de Saint-Pierre et le recteur du collège 
En 1707, lui et sa fille perçoivent 102 livres pour avoir joué pendant deux ans. Avant la révolution, c'était l’instituteur Paul Danzoy qui a démissionné le 1er août 1784 et a été remplacé par son fils Nicolas décédé le 20 octobre 1843 alors qu'il était encore organiste .
- L'orgue de chœur a été offert, peu avant 1914, à la paroisse par le propriétaire de la pelleterie[39] pour son mariage. Il a été fabriqué par le facteur d'orgue Louis Debierre[40] de Nantes[41]. À tuyaux polyphones, il possède huit jeux et un clavier unique, alimenté à l'origine en air par deux pédales ou manuellement. Il a été équipé d'une soufflerie électrique à turbine. Il a été restauré en 1955-1960, 1986 et 1994. Il est classé au patrimoine des affaires culturelles de Bourgogne[42].

### Les cloches
Il y en a cinq :
- Jacques la plus grosse qui provient de la refonte d'une ancienne cloche cassée, et qui a été bénie le 7 juillet 1791. Puis hormis Jacques gardée comme cloche civique, elles ont été fondues pour faire des canons pour combattre l'ennemi en 1792. En 1800, on lui adjoint Judith qui en 1824 fut refondue, sur la place du Petit-Marché, en trois cloches:
- Pauline-Félicité (470 kg),
- Louise-Henriette (347 kg)
- Augustine-Savinienne (251 kg).
- En 1826, on prit la cloche Antoinette, qui datait de 1730 et qui se trouvait dans le clocheton qui fut démoli, pour l'adjoindre aux quatre autres.

### Graffitis historiques

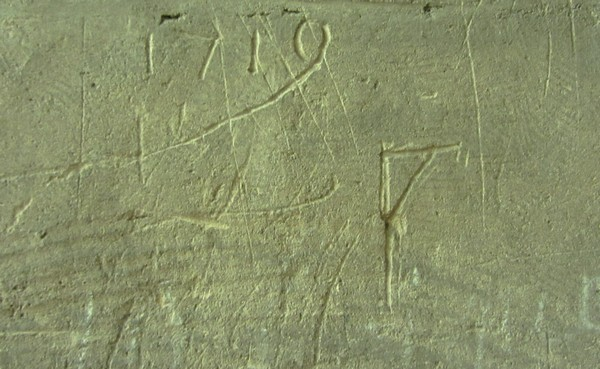
daté de 1719 avec potence

De nombreuses églises icaunaises ont les soubassements recouverts de graffitis. Témoignages de gens du village, ils vont de la simple signature au dessin (croix latine, tête d'homme, potence, cadran solaire, etc) et peuvent être très anciens, comme ceux de Saint-Étienne d'Auxerre qui datent du début de la construction de la cathédrale (1525).
Les plus anciens de Saint-Julien qui n'ont pas été effacés par l'usure du temps ou les lichens datent de la fin du XVIIe siècle. On y trouve le plus souvent les noms d'anciennes familles de Saint-Julien-du-Sault, des témoignages de réfugiés, des dates avec des potences, etc.

### Photos

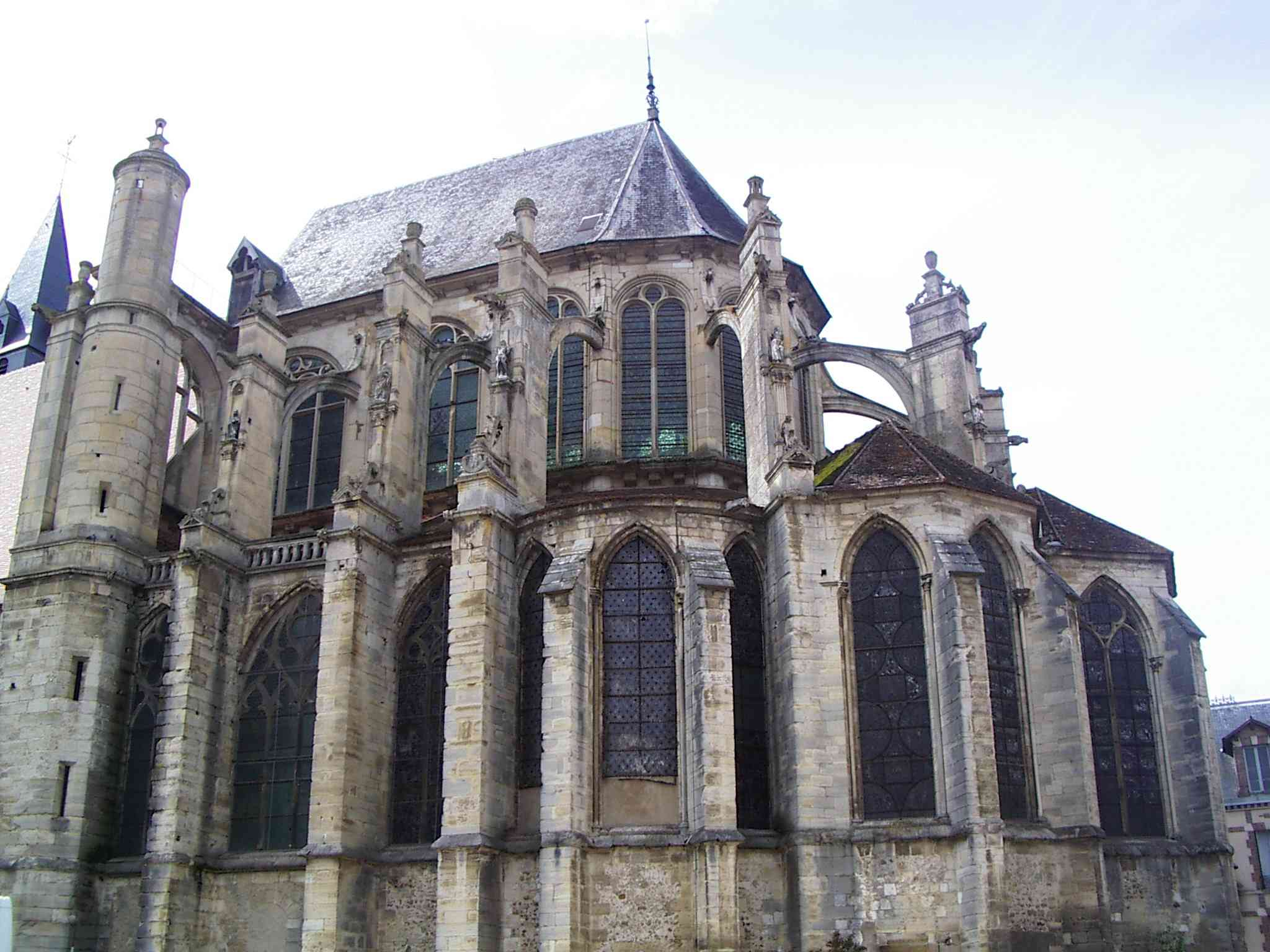
La collégiale avant restauration
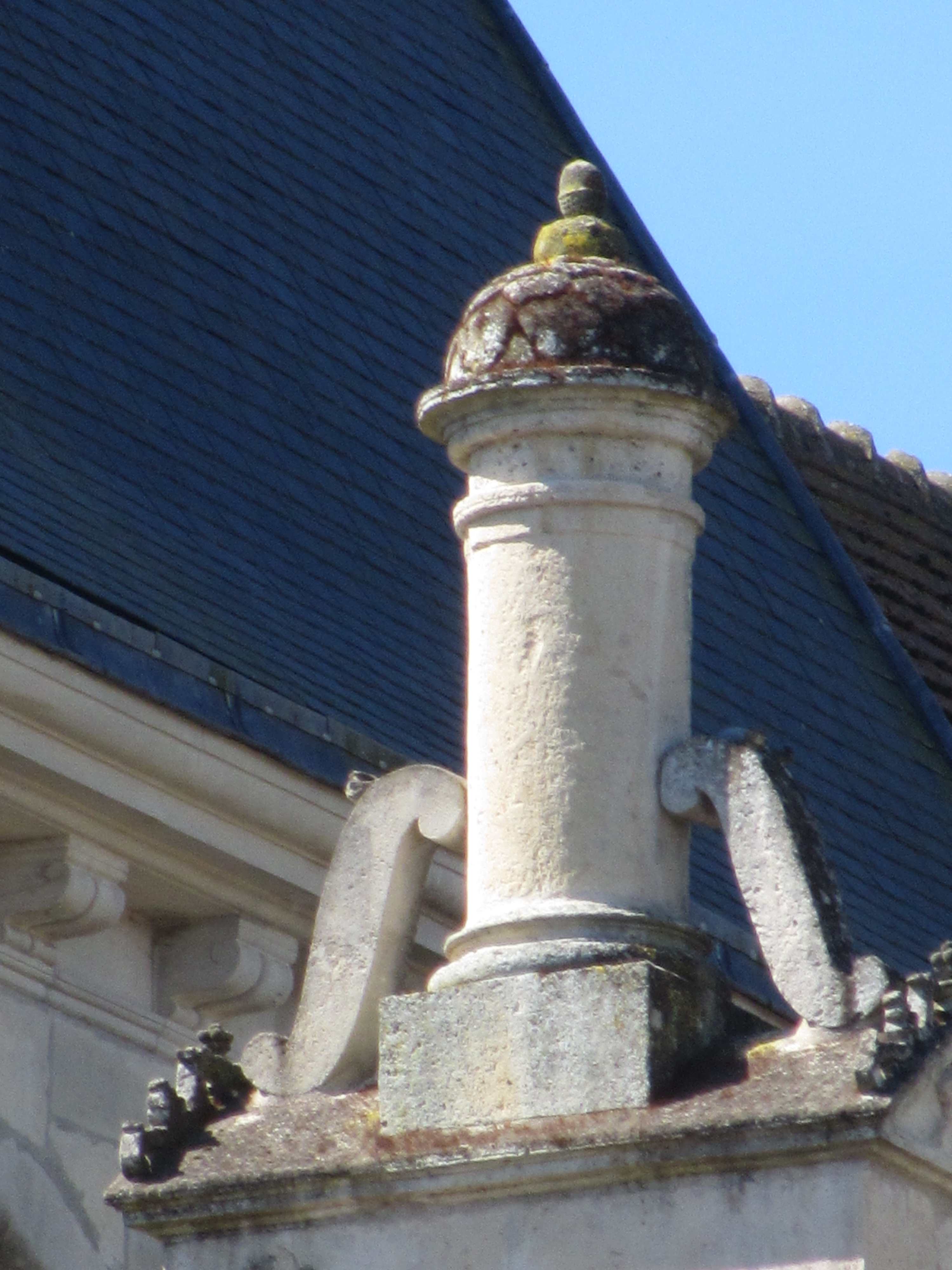
Pinacle de Jean Chéreau réalisé d'après un dessin de Sebastiano Serlio
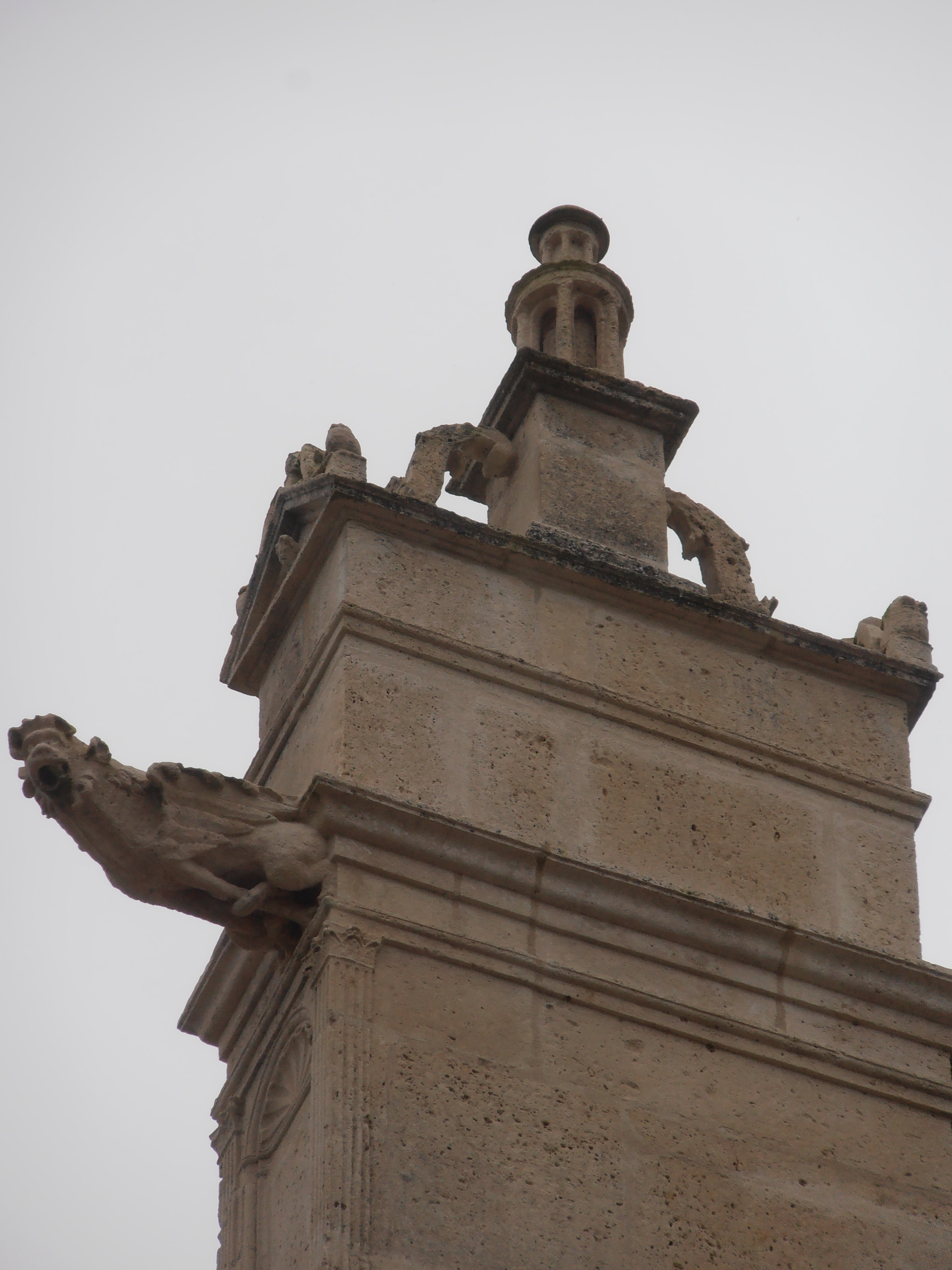
Une gargouille
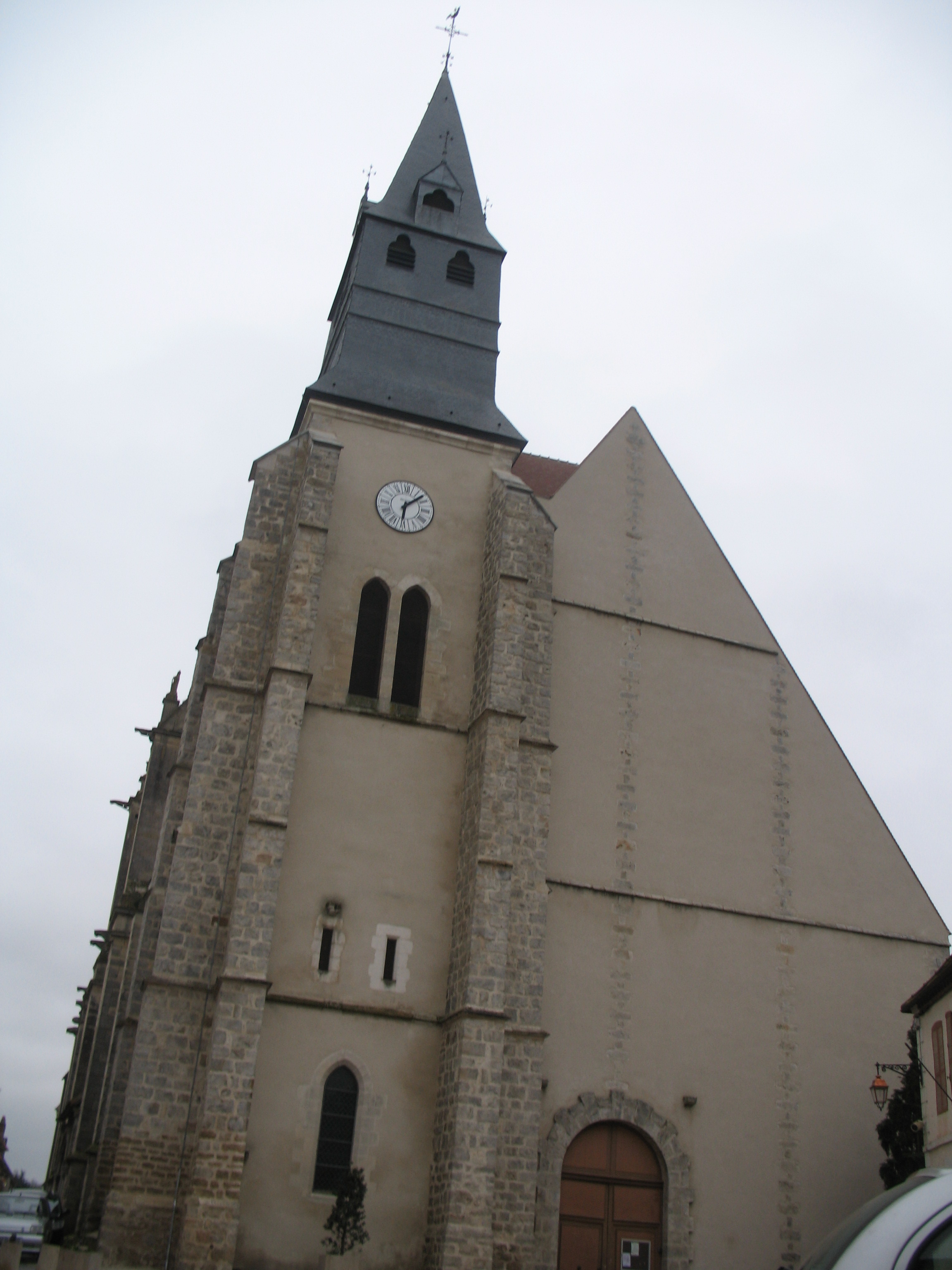
L'entrée de l'église
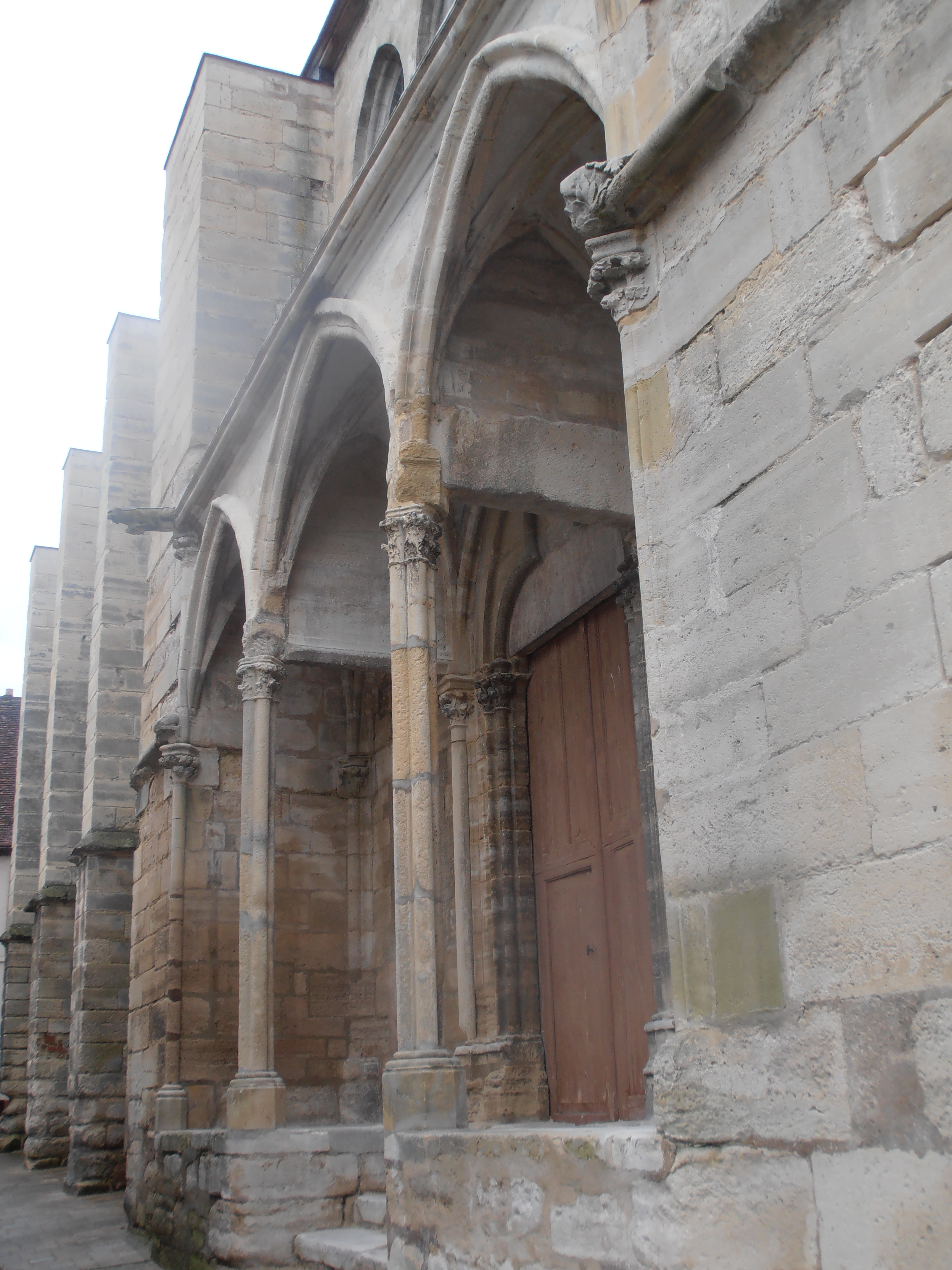
Le portail sud du XIIIe siècle
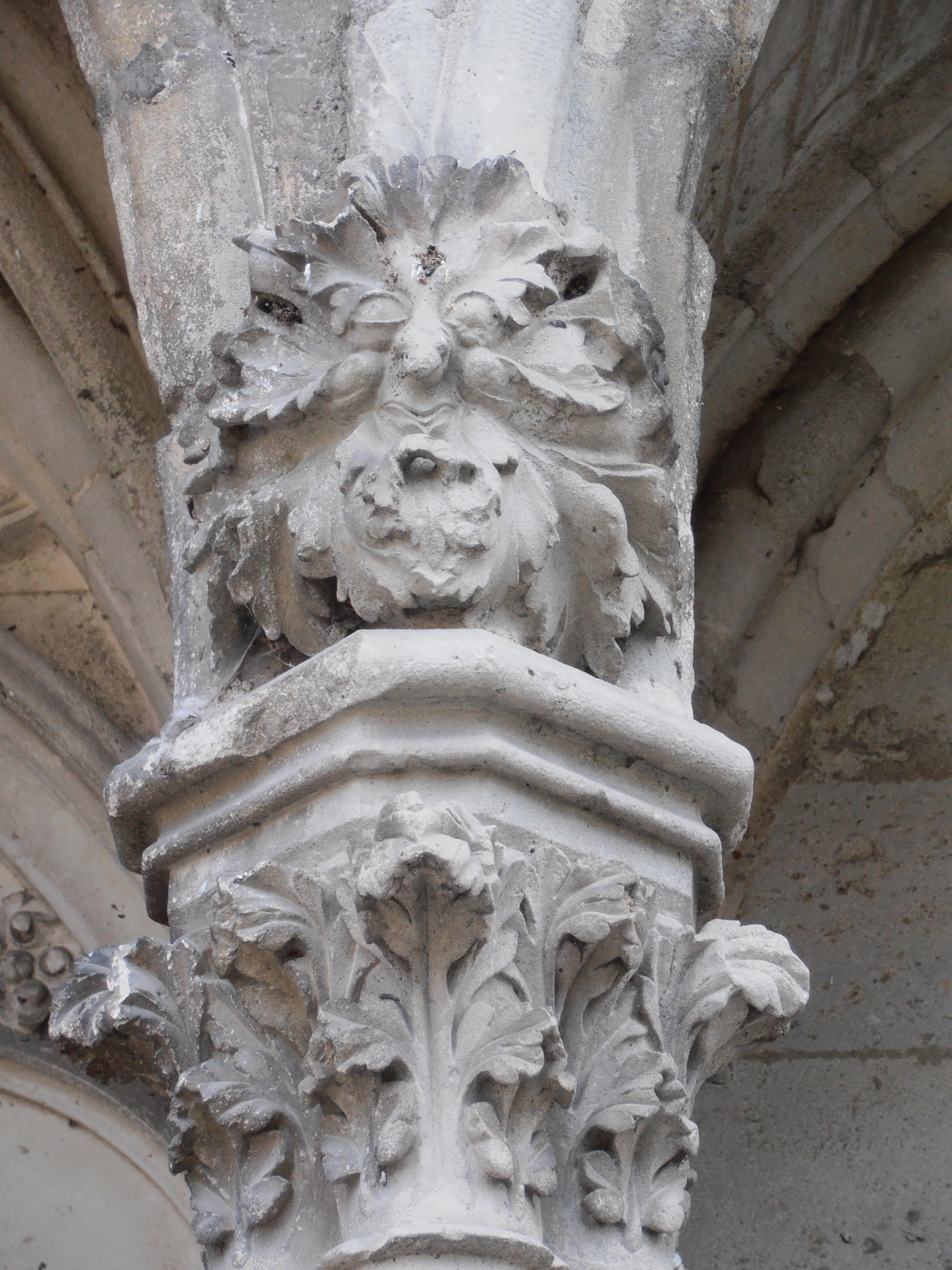
Chapiteau en feuillage
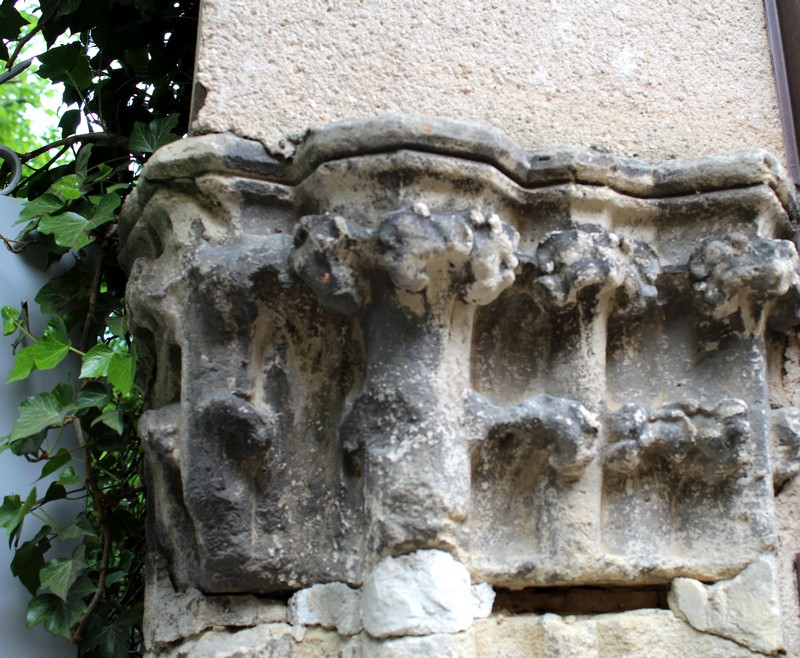
Tête de chapiteau de l'ancienne église du XIIIe siècle utilisée en réemploi dans une maison.
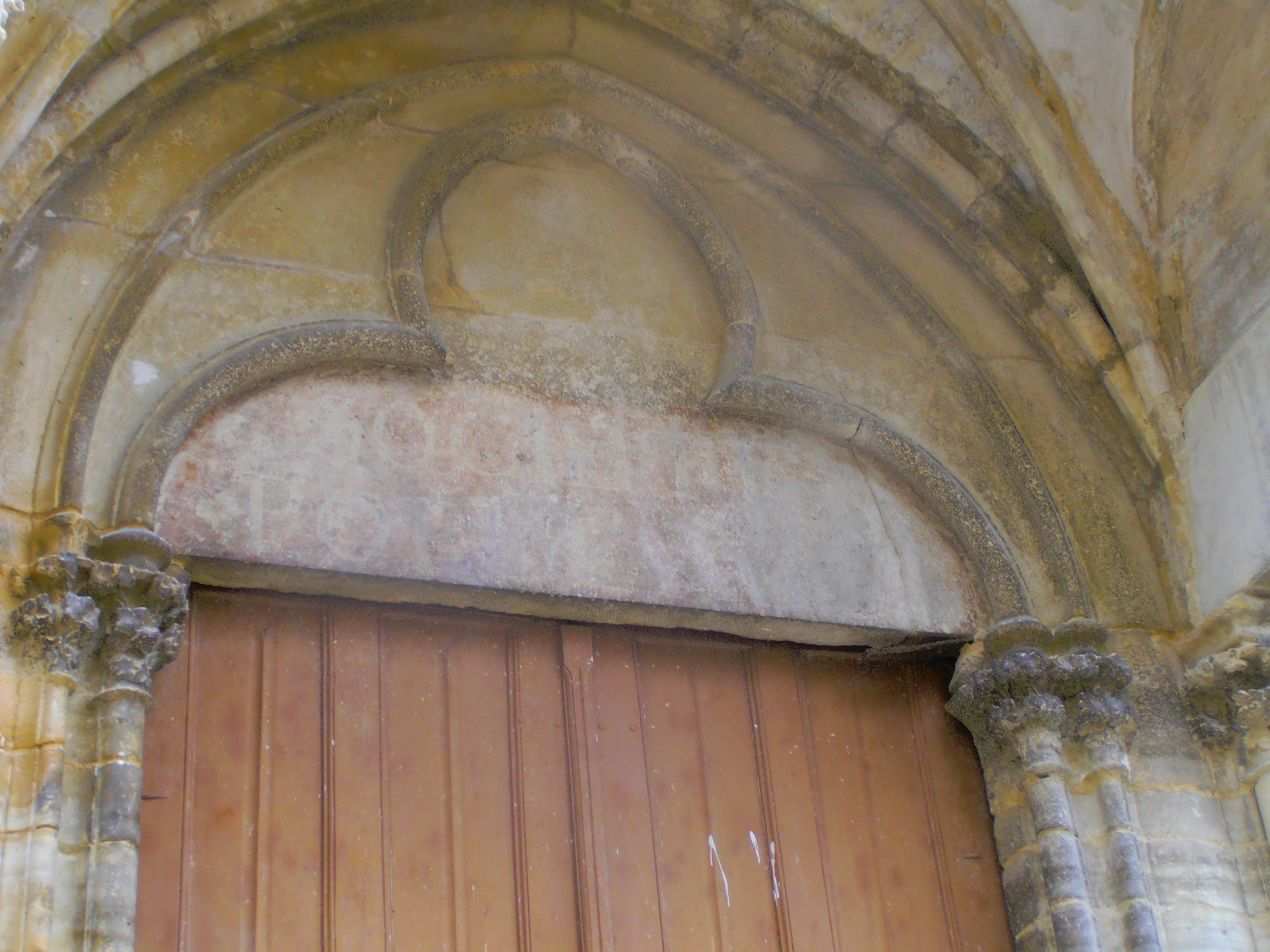
Inscription révolutionnaire "société populaire"
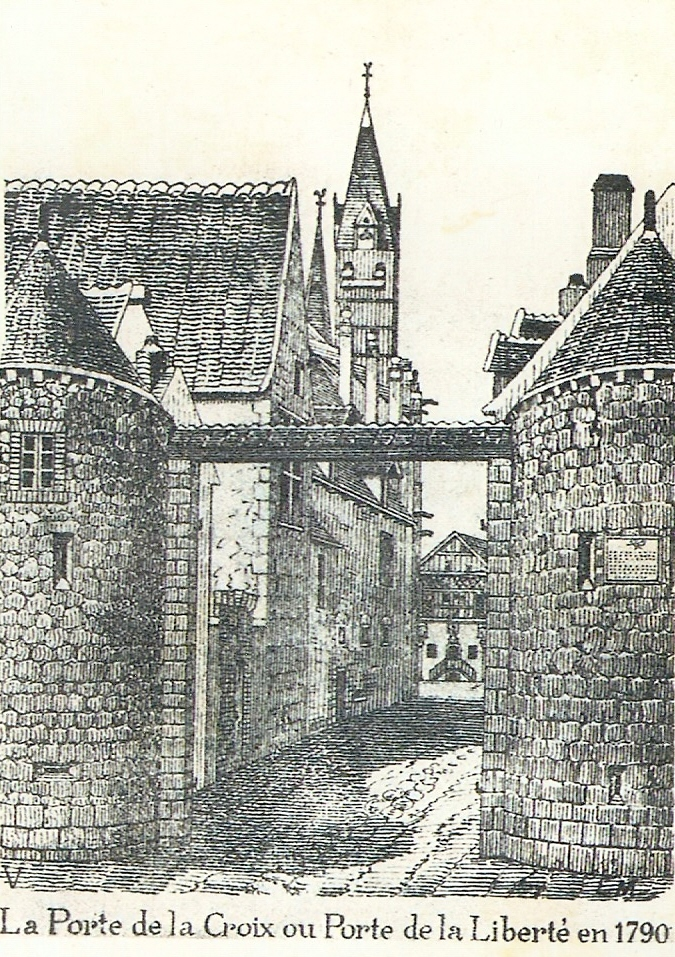
Agrandir pour voir le clocheton disparu
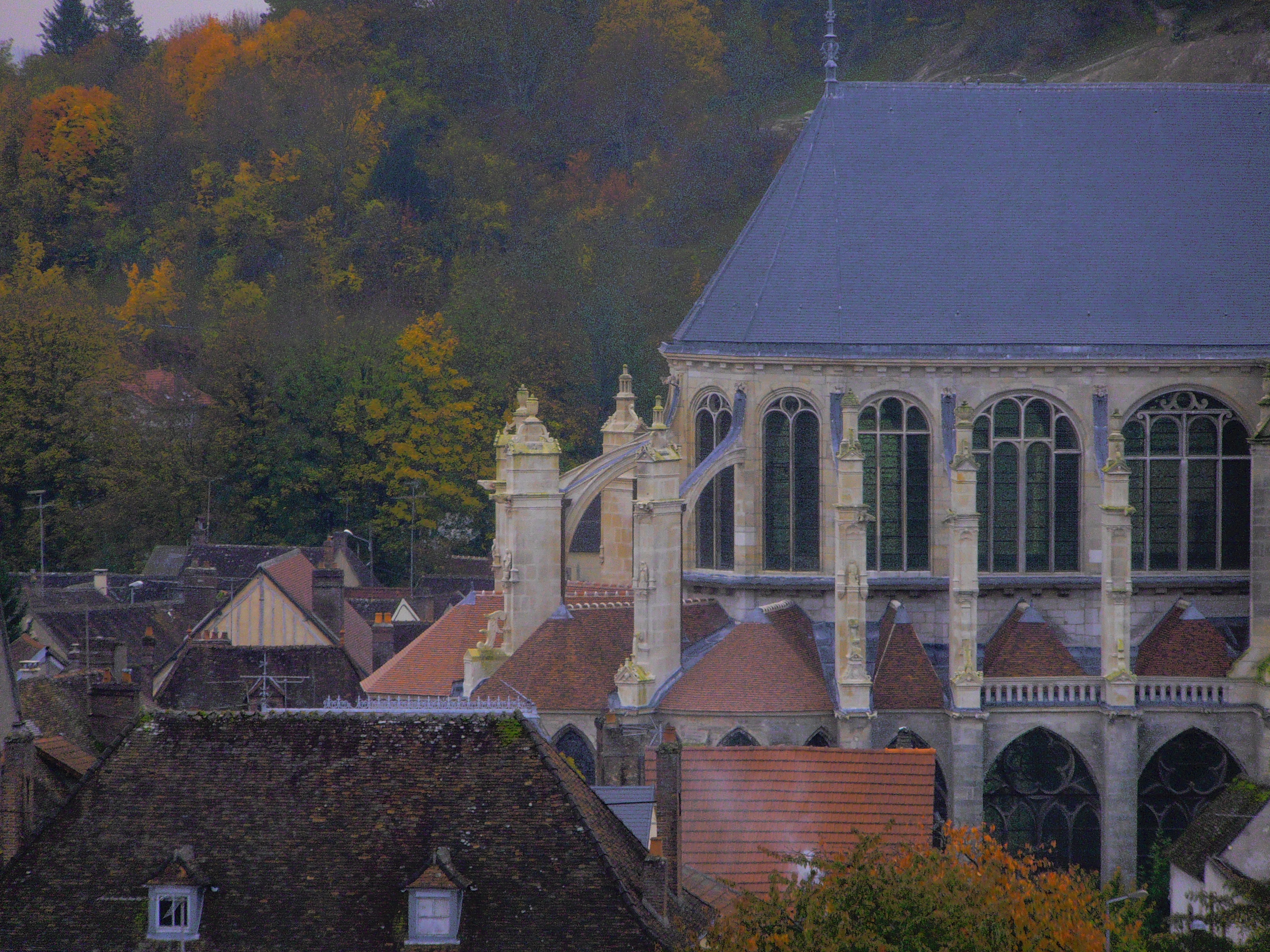
L'église Saint-Pierre côté nord de l'abside
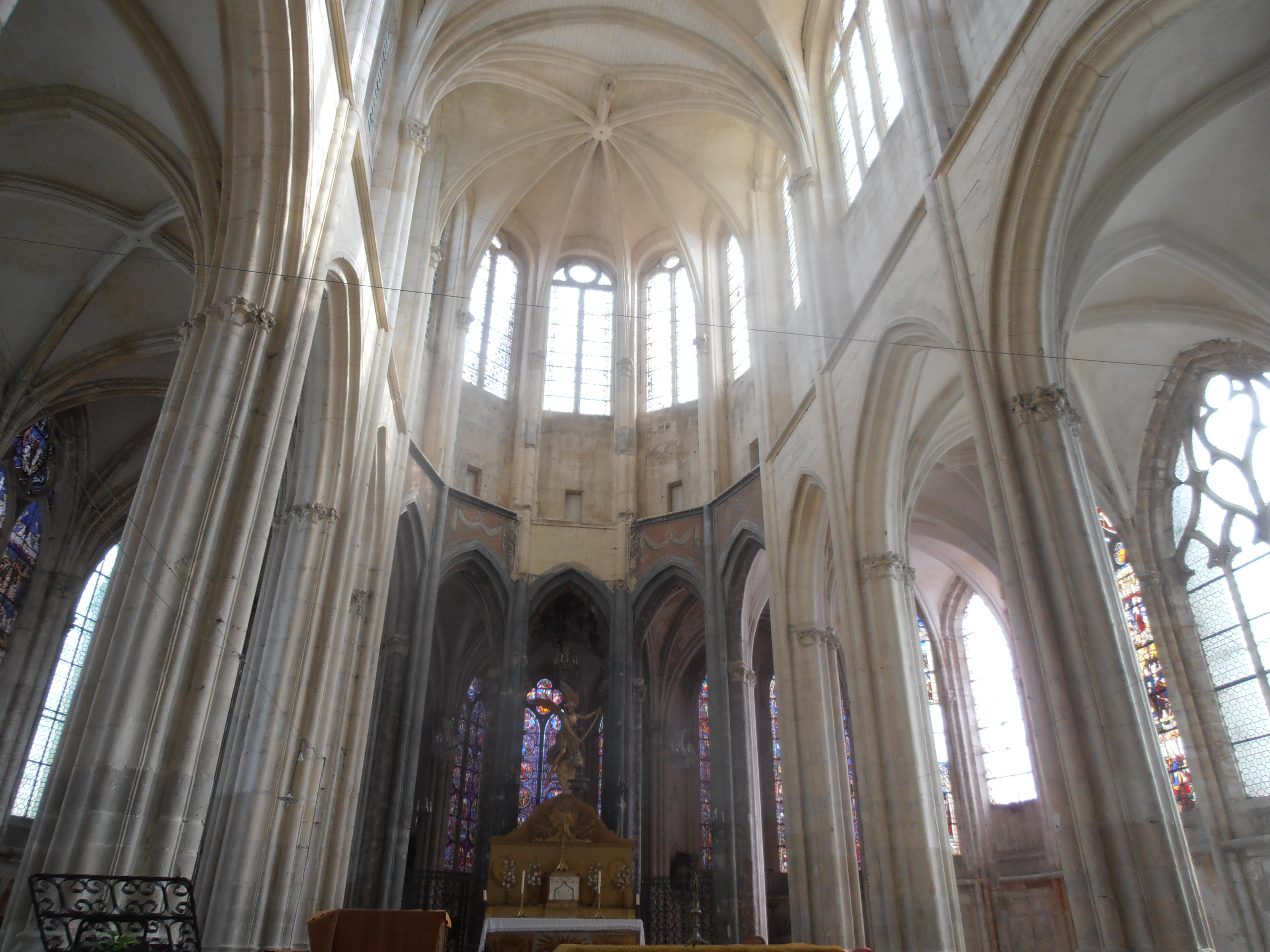
Le chœur et l'abside
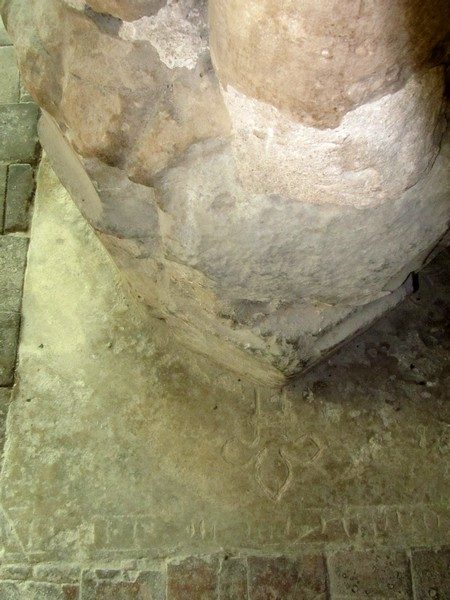
Le pilier gothique repose sur un pierre tombale à croix fleuronnée du XIIIe siècle
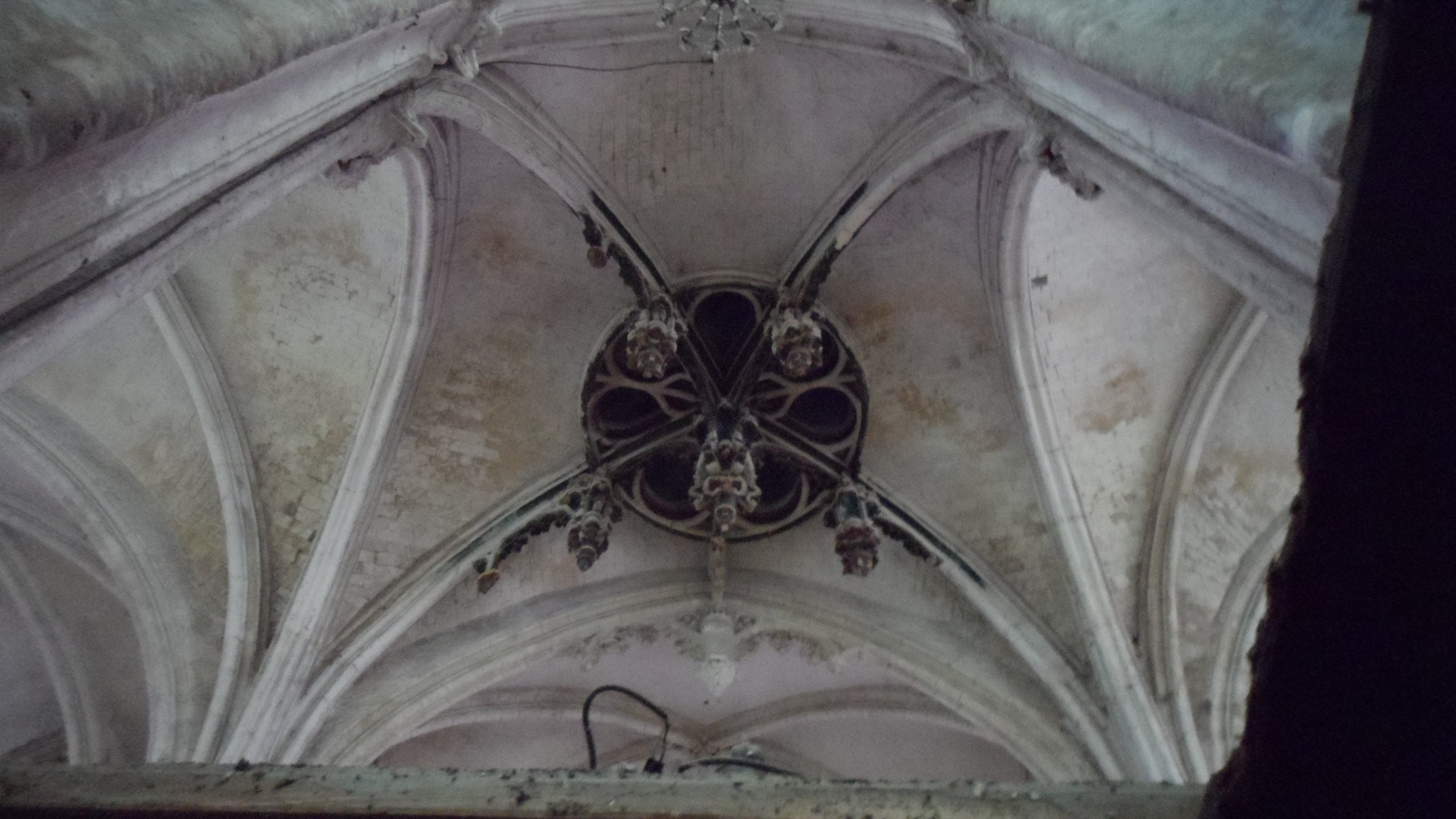
Clé de voute pendante renaissance dans le déambulatoire.
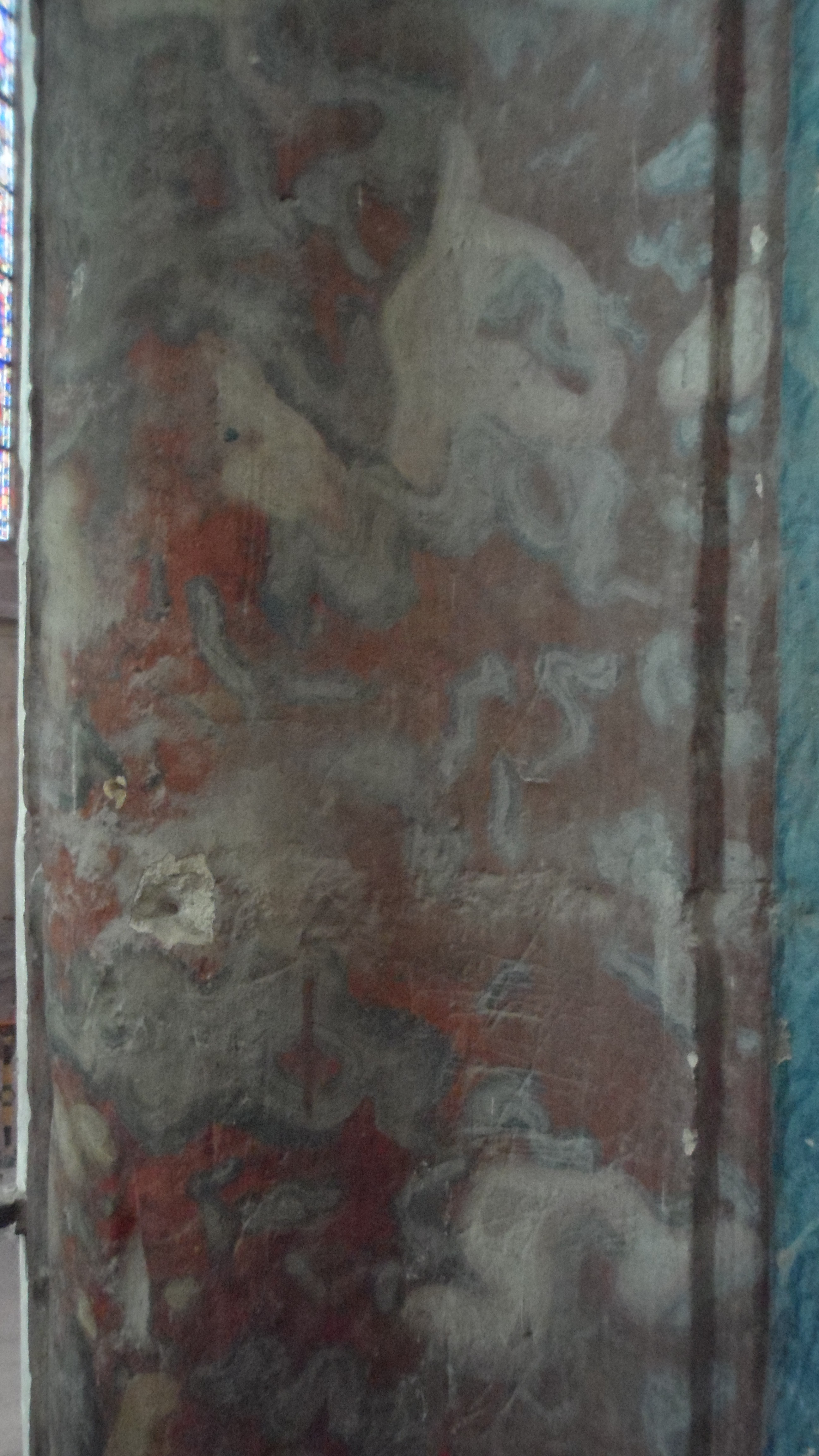
décorations en faux marbre sur un pilier du chœur
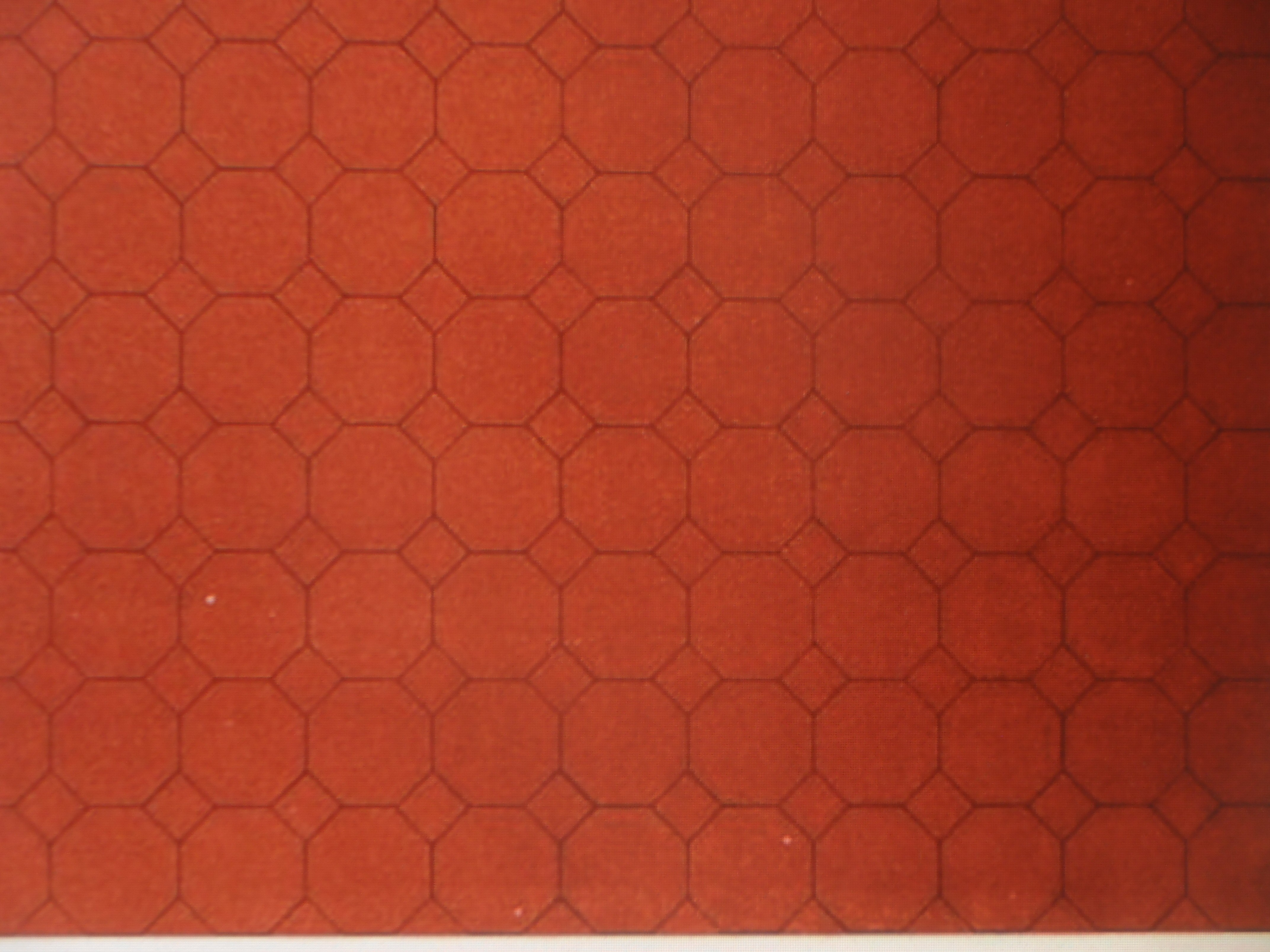
Carrelage du XVIIe siècle dans le sanctuaire de l'église

### Détails

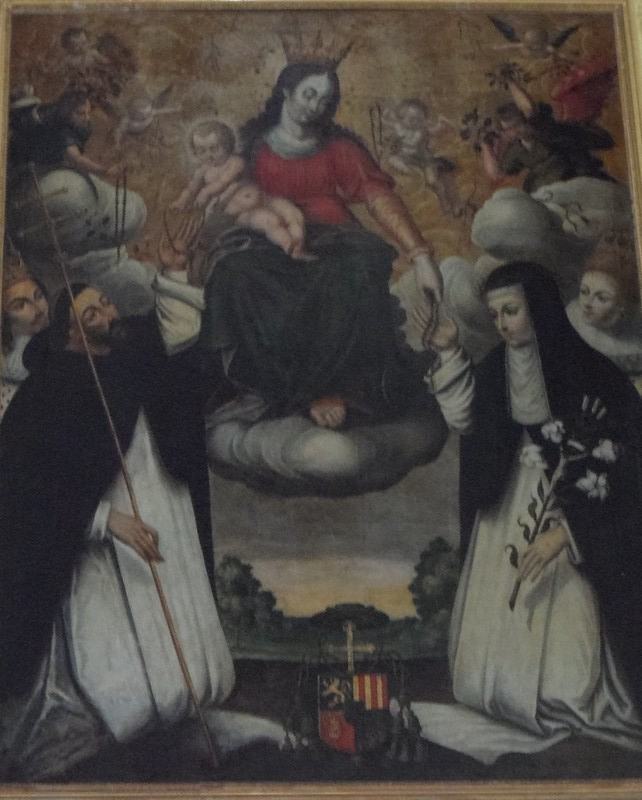
Notre Dame du Rosaire (1640), don de Mgr Octave de Bellegarde, archevêque de Sens (1621-1646)
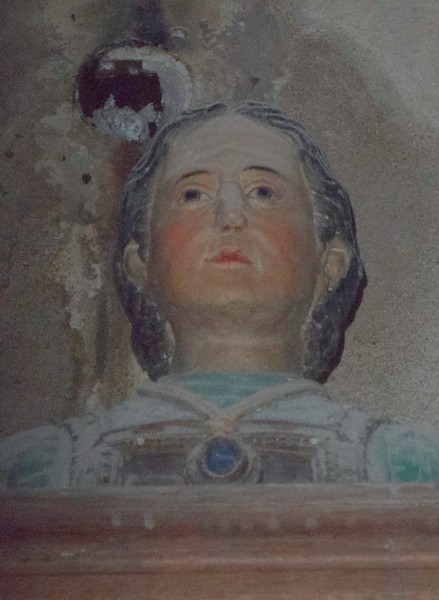
Le buste reliquaire de saint Julien de Brioude
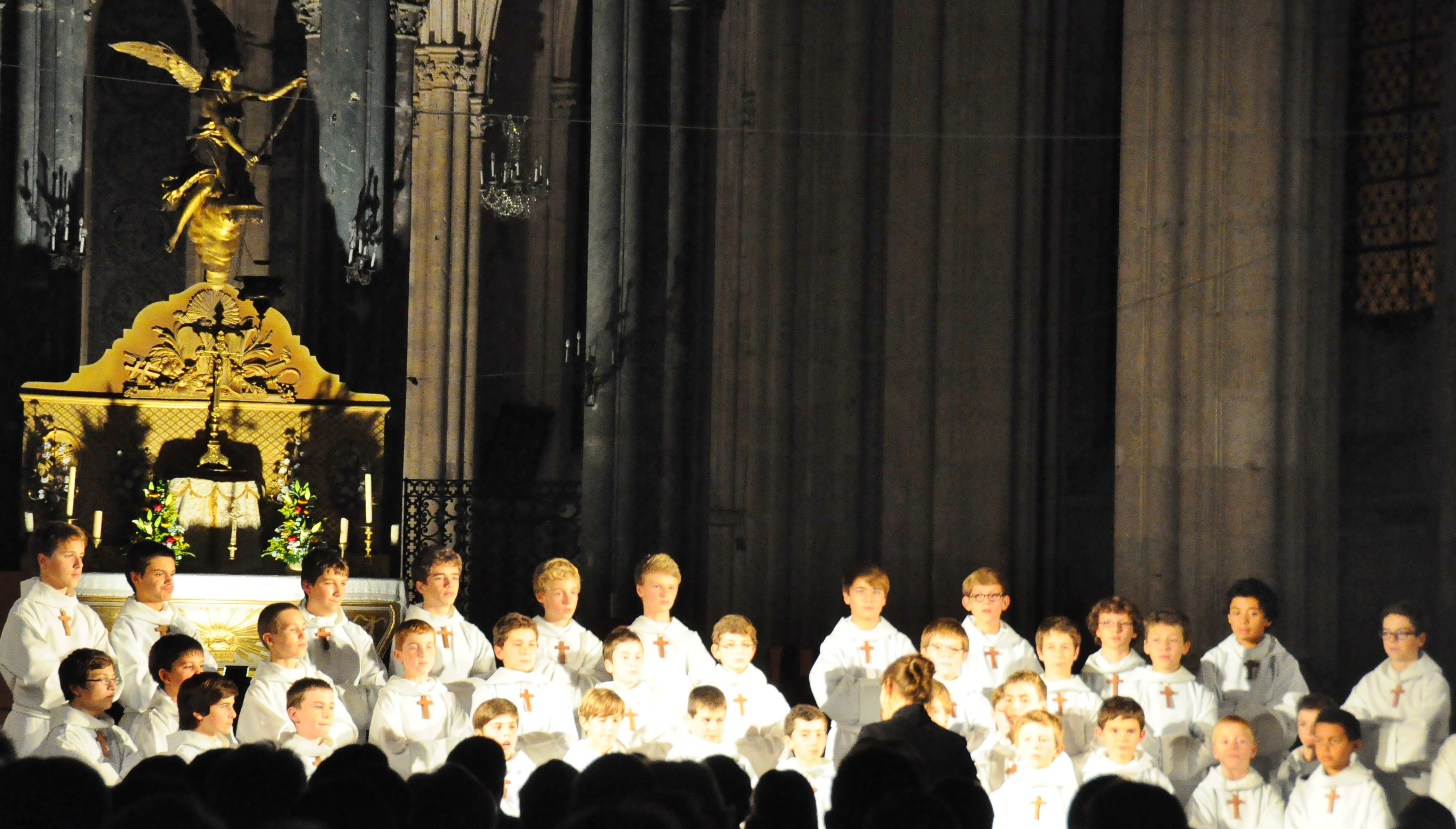
L'ange baroque au ciborium et les Petits chanteurs à la croix de bois en 2012
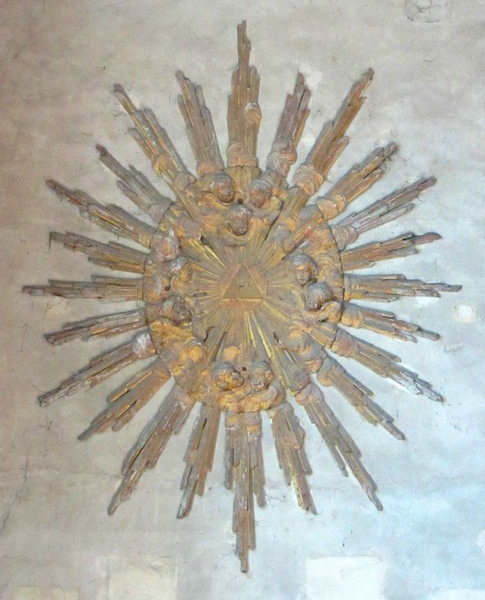
La gloire marquée du Tétragramme hébreu YHWH.
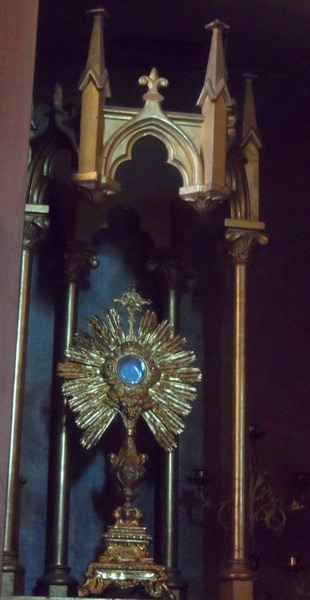
Dais d'autel

### Liens Externes
- Église Saint-Pierre à Saint-Julien-du-Sault - patrimoine-histoire.fr

- Vitraux de l'église Saint-Pierre à Saint-Julien-du-Sault dans l'Yonne - mesvitrauxfavoris.fr
- La Collégiale Saint-Pierre et l'orgue - St Julien-du-Sault (Yonne) - Orgues en France
- Paroisse Sainte-Alpais - Église Saint-Pierre de Saint-Julien-du-Sault - Messe.info